# ميونخ
مِيُونِخ أو مِيُونيخ (بالألمانية: München، وتُلفظ: مينشن)، هي عاصمة ولاية بافاريا وأكبر مدنها من حيث عدد السكان، وتقع في جنوب ألمانيا. ووفقًا لإحصاءات 30 نوفمبر 2024، بلغ عدد سكانها 1,604,384 نسمة، مما يجعلها ثالث أكبر مدينة ألمانية بعد برلين وهامبورغ. وتُعدّ ميونخ أكبر مدينة ألمانية لا تُعد ولاية مستقلة بحد ذاتها.
تحتل ميونخ المرتبة الحادية عشرة بين أكبر مدن الاتحاد الأوروبي من حيث عدد السكان. ويُقدّر عدد سكان منطقتها الحضرية بنحو 3 ملايين نسمة، بينما يبلغ عدد سكان منطقة ميونخ الحضرية الكبرى نحو 6.2 مليون نسمة، ما يجعلها ثالث أكبر منطقة حضرية في الاتحاد الأوروبي من حيث الناتج المحلي الإجمالي.
تقع المدينة على نهر إيسار إلى الشمال من جبال الألب، وهي مقر الحكومة الإدارية لمنطقة بافاريا العليا. تُعد ميونخ أكثر بلديات ألمانيا كثافةً سكانية (تبلغ 4,500 نسمة لكل كيلومتر مربع)، كما أنها ثاني أكبر مدينة ناطقة بلهجة بافاريا بعد فيينا.
يعود أول ذكر موثّق لميونخ إلى عام 1158. وقد أدّت دورًا بارزًا في تاريخ بافاريا وألمانيا. وخلال عصر الإصلاح الديني، بقيت معقلًا للكاثوليكية. وأصبحت عاصمة لمملكة بافاريا عام 1806، وتطورت لاحقًا لتصبح مركزًا للفنون والعمارة والثقافة والعلوم. حكمتها أسرة فيتلسباخ حتى عام 1918، عندما أطاحت بها الثورة الألمانية التي اندلعت في 1918–1919، والتي شهدت أيضًا قيام "جمهورية بافاريا السوفيتية" قصيرة العمر.
في عشرينيات القرن العشرين، أصبحت ميونخ مركزًا للحركات السياسية، وعلى رأسها صعود الحزب النازي، حتى لُقّبت بـ"عاصمة الحركة". تعرضت المدينة لقصف مكثّف خلال الحرب العالمية الثانية، إلا أن معظم معالمها التاريخية أُعيد ترميمها لاحقًا. شهدت المدينة نموًا سريعًا في عدد السكان والاقتصاد بعد الحرب، واستضافت دورة الألعاب الأولمبية الصيفية عام 1972.
تُعد ميونخ اليوم مركزًا رئيسيًا للعلوم والتكنولوجيا والمال والابتكار والأعمال والسياحة، وتتمتع بمستوى معيشي مرتفع؛ إذ صنفتها دراسة مؤسسة ميرسر عام 2018 كأفضل مدينة للعيش في ألمانيا، والثالثة عالميًا. كما اختارتها مجلة Monocle في العام نفسه كأفضل مدينة للعيش في العالم. ومن جهة أخرى، تُعتبر ميونخ من أغلى المدن الألمانية في أسعار العقارات والإيجارات. وفي عام 2023، شكّل الأجانب 30.1% من سكان المدينة، بينما بلغ عدد المواطنين الألمان من أصول مهاجرة 19.4%.
يعتمد اقتصاد ميونخ على قطاعات التكنولوجيا المتقدمة، وصناعة السيارات، والخدمات، وتكنولوجيا المعلومات، والتقنيات الحيوية، والهندسة، والإلكترونيات. وتضم المدينة مقار العديد من الشركات متعددة الجنسيات، مثل بي إم دبليو، وسيمنز، وأليانز، ومجموعة ميونيخ لإعادة التأمين. كما تحتوي على جامعتين بحثيتين وعدد كبير من المؤسسات العلمية. وتُعرف ميونخ بهندستها المعمارية، ومؤسساتها الثقافية، وفعالياتها الرياضية والمعارض، فضلًا عن مهرجان أكتوبر الشهير، أكبر مهرجان شعبي في العالم.

## التاريخ

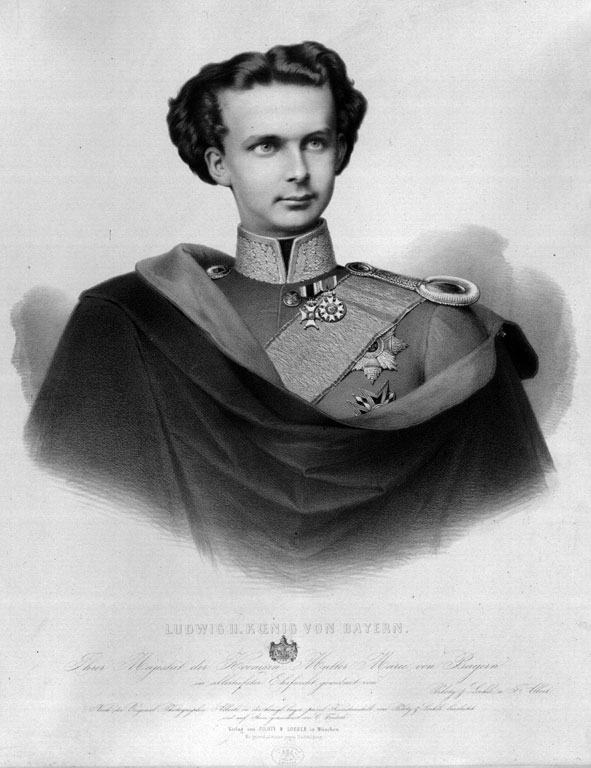
الملك لودفيغ الثاني باني ميونخ وبافاريا

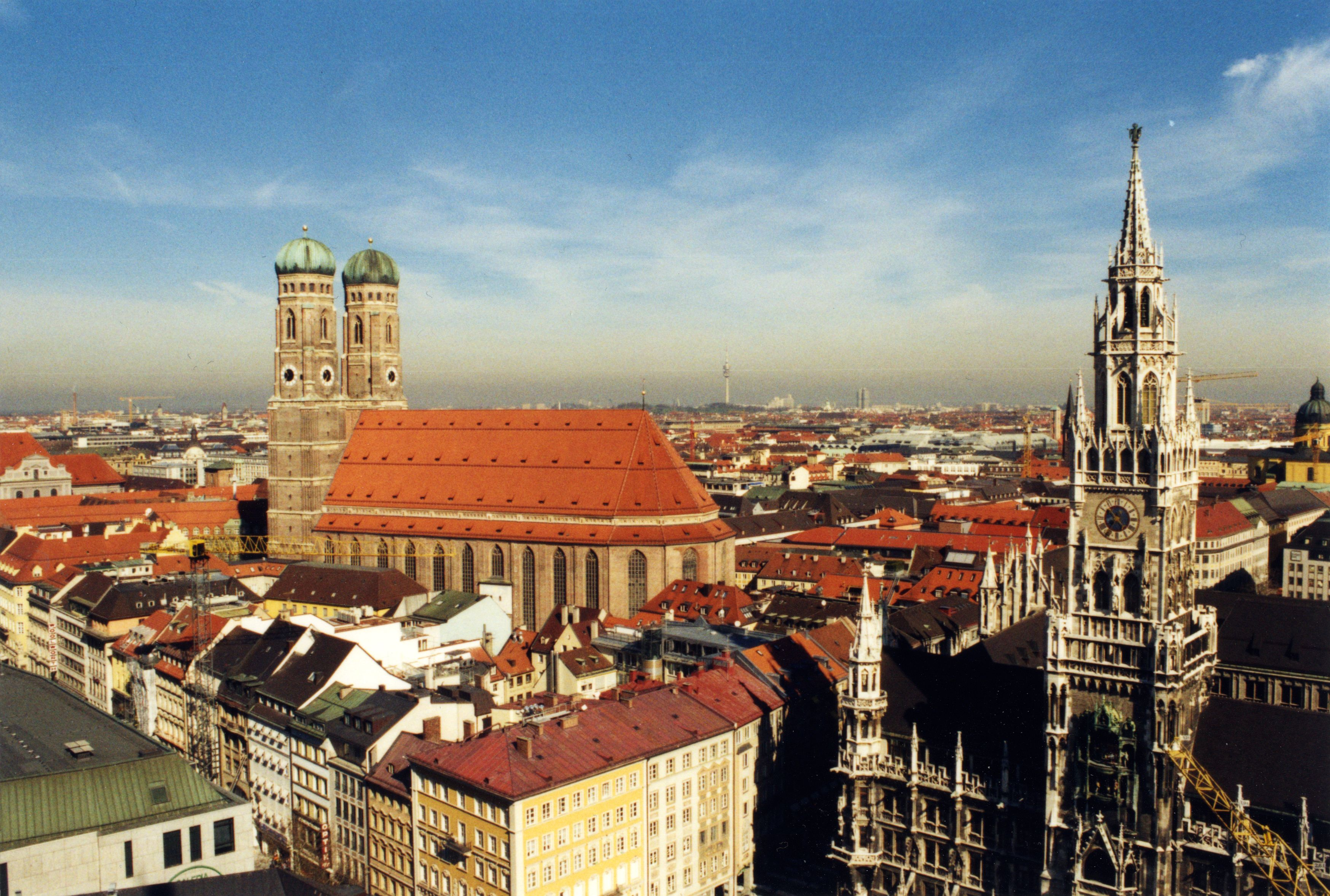
منظر عام للمدينة، تظهر على جهة اليسار كنيسة السيدات ببرجيها وعلى جهة اليمين مبنى بلدية ميونخ الجديد

تأسست المدينة إلى جانب مستوطنة الكاهن مونيشن (باللاتينية Monacum, Monachium) على يد ويلف هنري الملقب بالأسد، دوق ساكسونيا وبافاريا. نمت القرية إلى جانب كنيسة القديس بطرس الحالية بجانب جسر، الذي بناه هنري على نهر إيزار. بعد حوالي عقدين من الزمن حصلت ميونخ على صفة المدينة وتم تحصينها. أصبحت عام 1255 مقر عدة أمراء وفي عام 1314 اتخذها الملك لودفيغ الرابع مقرا له، توّج عام 1328 ليصبح قيصرا. أدخل تحسينات عدة على ميونخ ونمت في عهده بسرعة. أصبحت ميونخ عاصمة بافاريا عام 1506. في العقود اللاحقة صارت ميونخ مركزا مهما لعصر النهضة ومركزا لمناهضة الإصلاح الديني في ألمانيا الذي بدأه مارتن لوثر. في خضم الحروب التي أقيمت على أثر الانشقاق في الكنيسة، احتلت القوات السويدية (اللوثرية) ميونخ (الكاثوليكية) في عام 1632. إثر ذلك، ومعه وباء الطاعون الذي انتشر في المدينة لاحقا، على النمو السكاني في المدينة، حيث خسرت في هذه الفترة ثلث سكانها. بعد نهاية حرب الثلاثين عاما 1648، تعافت ميونخ بسرعة وبدأ طابع البناء الباروك الإيطالي بالانتشار فيها. بعد تحالف القيصر ماكسيميليان الثاني مع فرنسا، احتلت القوات الإسبانية المدينة 1704 لعدة سنوات تحت حكم آل هابسبورغ.
نمت المدينة سكانيا بشكل كبير منذ نهاية القرن الثامن عشر، حيث لوحظ تضاعف عدد السكان كل 30 عام. كان عدد سكانها على سبيل المثال عام 1701 حوالي 24,000، في (1871) 170,000 نسمة، في( 1933) 840,000 نسمة. باني ميونخ الحقيقي كان الملك لودفيغ الثاني، الذي حكم ما بين 1825 إلى 1848. جعل من المدينة مركزا تجاريا وثقافيا مهما في أوروبا.
بعد نهاية الحرب العالمية الأولى عاشت ميونخ أحد أسوأ فتراتها على مرٌ العصور مما مهّد الطريق لبزوغ نجم الفكر اليميني المتشدد الذي عُرف فيما بعد بالفكر النازي. تسلم الزعيم اليميني أدولف هتلر المستشارية في ألمانيا في العام 1933م. أعلن هتلر مدينة ميونخ عام 1935 «كعاصمة الحركة». دُمُرت أجزاء كبيرة من المدينة خلال الحرب العالمية الثانية، ولكن في فترة الخمسينيات والستينيات أعيد إعمار ميونخ ونمت بسرعة لتصبح مدينة يفوق عدد سكانها المليون نسمة. أقيمت فيها الألعاب الأوليمبية الصيفية عام 1972 وكانت إحدى مدن كأس العالم لكرة القدم التي أُقيمت في ألمانيا عام 1974. أقيمت فيها مباراة افتتاح كأس العالم لكرة القدم 2006 بين منتخبي ألمانيا وكوستاريكا.

## الموقع والمناخ

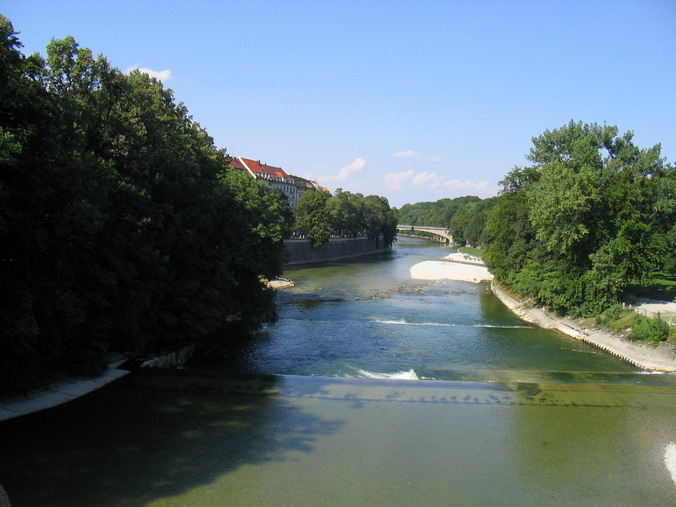
نهر إيسار الذي يمر بميونخ

تقع ميونخ على السهول المرتفعة لبافاريا العليا على بعد حوالي 50 كم إلى الشمال من الحدود الشمالية لجبال الألب، على ارتفاع 520 متراً فوق سطح البحر. من الأنهار المحلية الموجودة هي نهري إيسار (بالألمانية: Isar) وفورم (بالألمانية: Würm).
تتمتع ميونخ بالمناخ القاري والذي يؤثر به بشكل قوي قربها من جبال الألب. كما أن قربها من الألب وارتفاعها يعني أن معدل الهطول السنوي مرتفع نسبياً. وتتفاوت درجات الحرارة بين الليل والنهار والصيف والشتاء على درجة كبيرة جداً. فيمكن لرياح الفون (بالألمانية: föhn wind) الدافئة، على سبيل المثال، أن تغيّر درجات الحرارة بشكل كامل خلال بضعة ساعات حتى في الشتاء.
أما فصل الشتاء، فيستمر في ميونخ من كانون الأول إلى آذار، وتمر ميونخ بشتاء بارد نوعاً ما؛ لكن الهطول الغزير للأمطار نادراً ما يحدث في الشتاء. ويعد كانون الثاني أبرد شهر في السنة حيث يبلغ معدل درجات الحرارة إلى -01 سيلسيوس. ويغطي الثلج المدينة لإسبوعين على الأقل من الشتاء. أما فصل الصيف في مدينة ميونخ، فيمتد من شهر أيار وحتى أيلول، بجو دافئ ومعدل للحرارة يصل أقصاه إلى 022 سيلسيوس في شهر تموز أشد الشهور حرارة في السنة.

## معالم المدينة

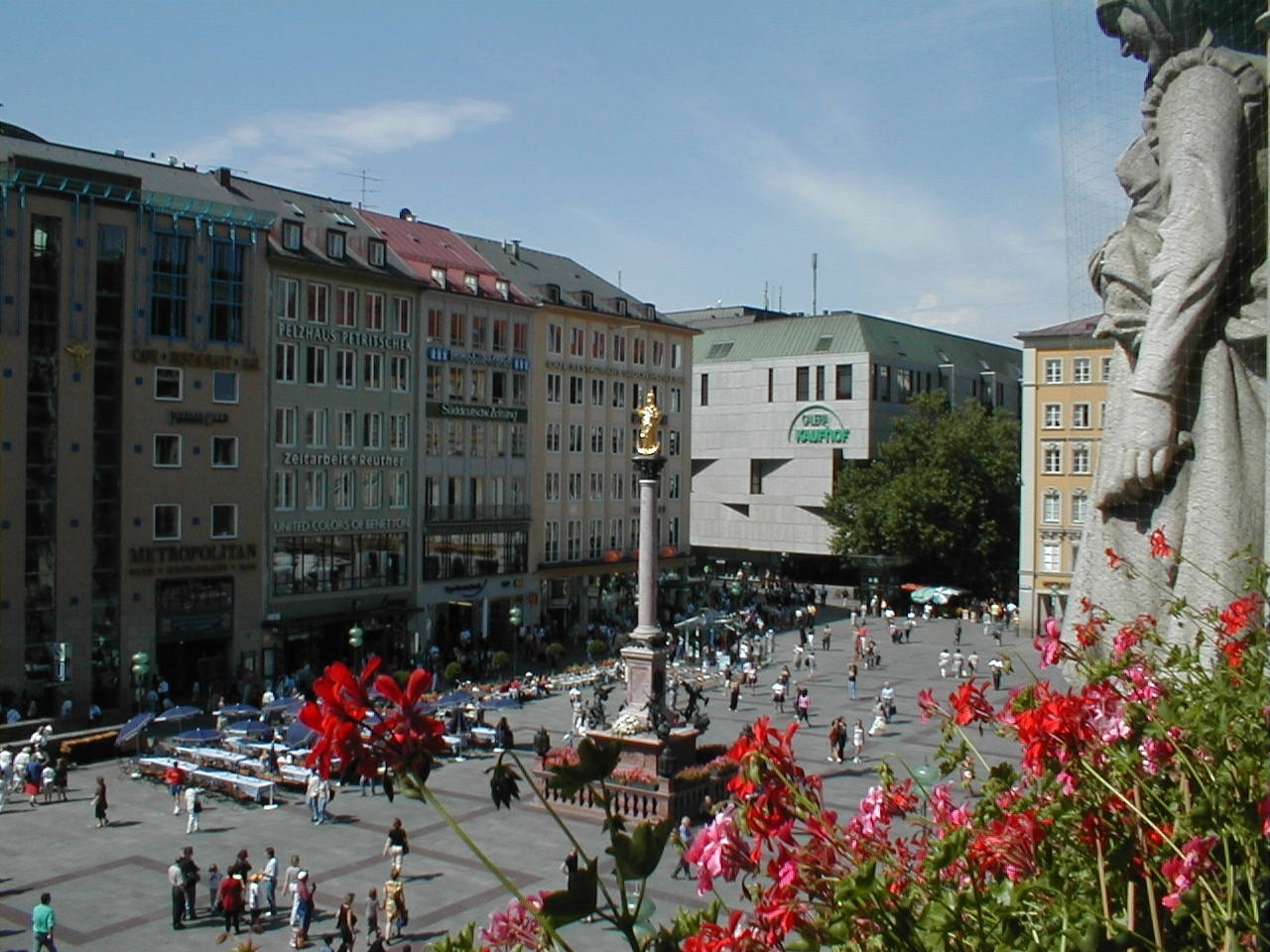
ساحة القديسة ماري

تشتهر ميونيخ عالمياً بأنها مدينة ثقافية عالمية الطابع، إذ أنها تمتلك مئات المتاحف والمعارض الفنية، والقصور الأثرية والكنائس، والكثير من الكنوز الثقافية والفنية التي تجعل منها من البقاع المميزة على مستوى العالم. ومن المعالم الشهيرة هناك المسرح الوطني (Nationaltheater) ومبنى بلدية ميونخ القديم (Altes Rathaus ألتس رات هاوس) ومكتب تسجيل الاختراعات الألماني (بالألمانية: Deutsches Patentenamt) ومكتب تسجيل الاختراعات الأوروبي (بالألمانية: Europäisches Patentenamt) ومبنى بلدية ميونخ الجديد (بالألمانية: Neues Rathaus) وصالة فيلدهيرن (بالألمانية: Feldherrnhalle) وملعب أليانز أرينا (بالألمانية: alianz arina) والكثير من الأماكن التي تشمل كل جوانب الحياة.

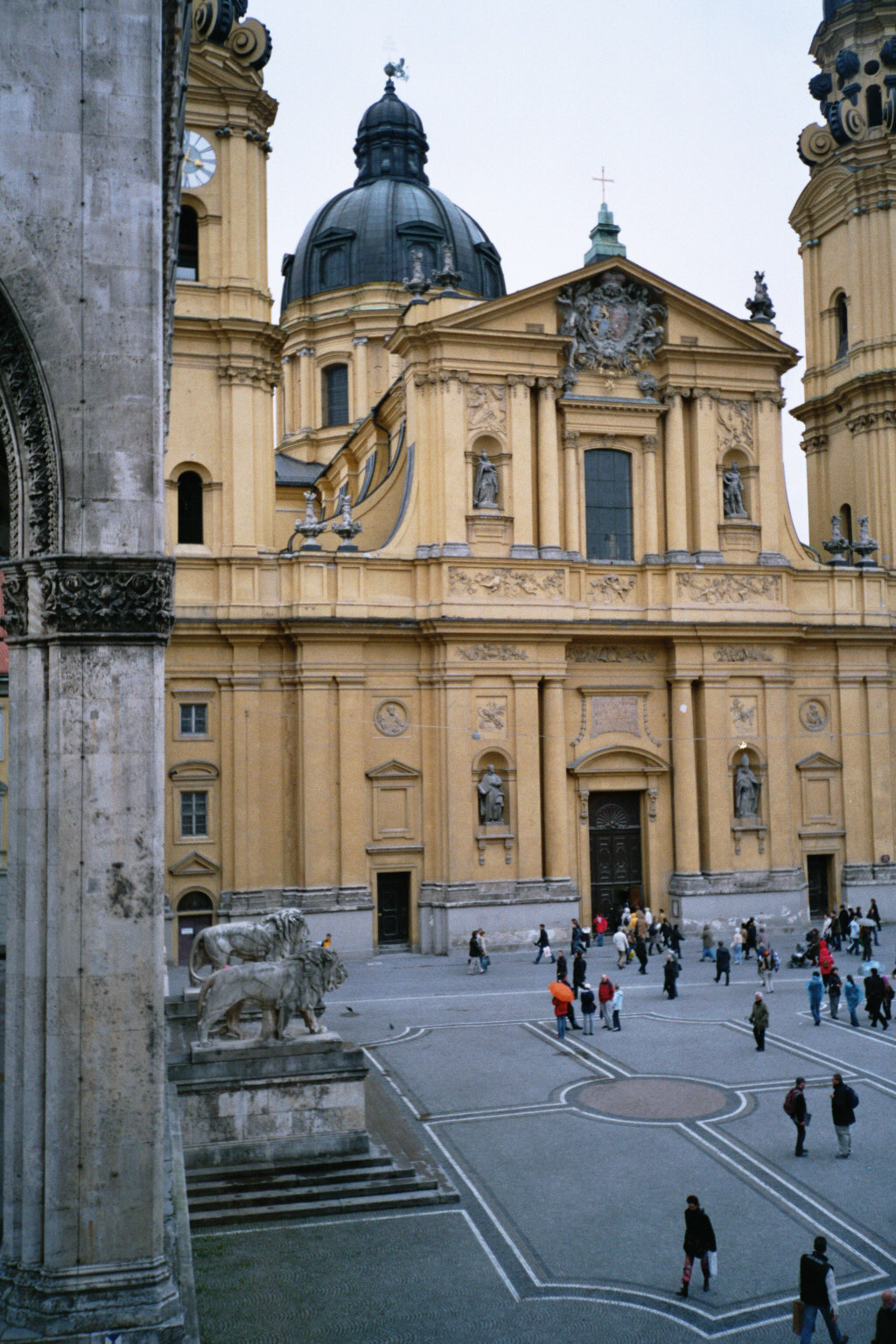
إطلالة من الريزدنز على ساحة الأوديونبلاتز وكنيسة ثيتنر

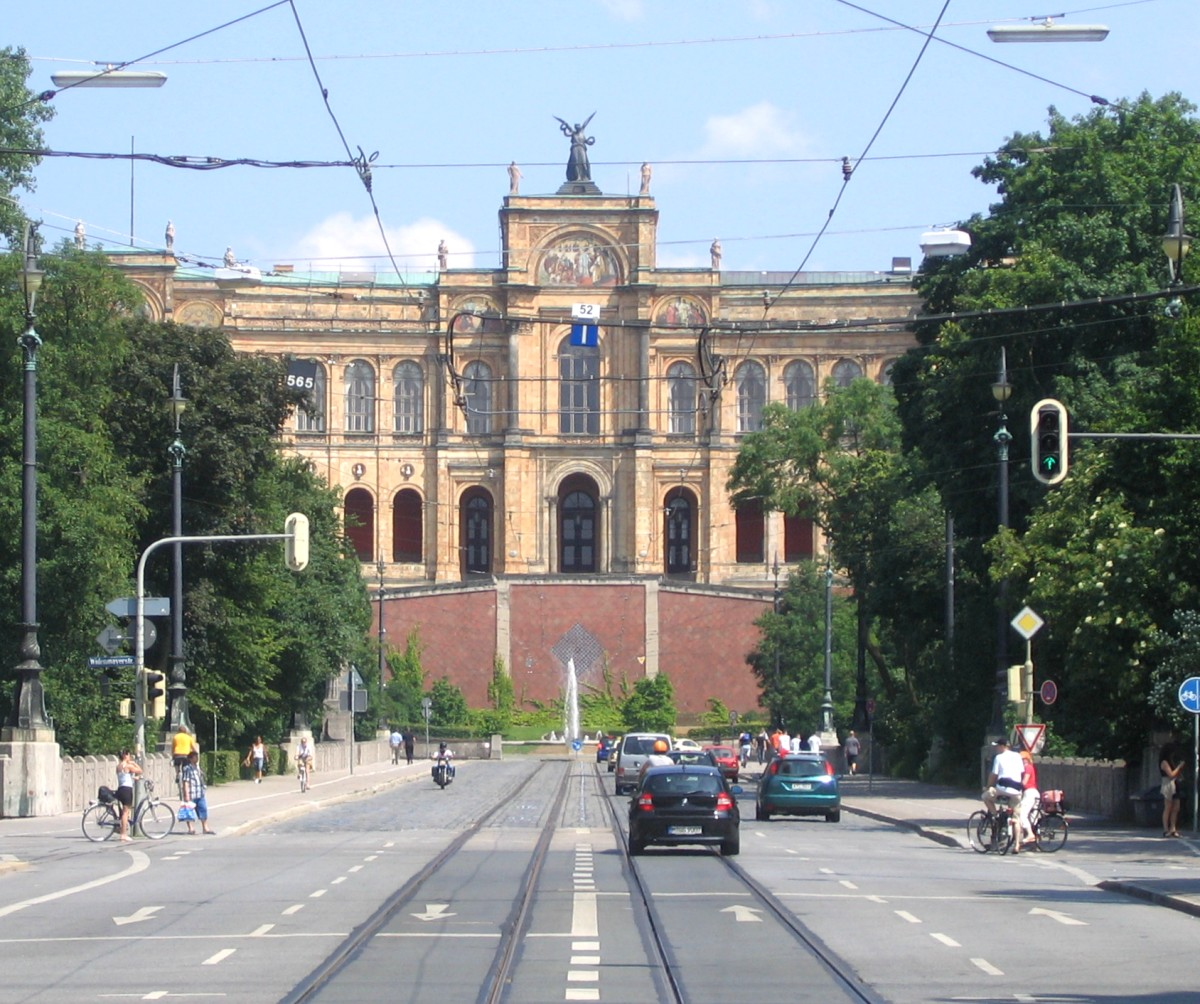
صورة للماكسيميليانيوم من جادة ماكسيميليان

ساحة مريم (بالألمانية: Marienplatz): تقع في مركز المدينة، وقد سميت هكذا أسوةً بعمود مريم (بالألمانية: Mariensäule) الموجود في وسطها، حيث يوجد أيضاً مبنى البلدية القديم والحديث. يحوي برجها على الراثاوس-غلوكينسبيل (بالألمانية: Rathaus-Glockenspiel). كما يوجد فيها ثلاث أعمدة تعود إلى العصور الوسطى، وهي الإسارتور (بالألمانية: Isartor) في الشرق والسيندلينغر تور (بالألمانية: Sendlinger Tor) في الجنوب والكارلستور (بالألمانية: Karlstor) في غرب المدينة الداخلية. يقودك الكارلستور، الذي دمر خلال الحرب العالمية الثانية وأعيد بناؤه لاحقاً، إلى ساحة واسعة تدعى الستاخوس (بالألمانية: Stachus) التي يهيمن عليها قصر العدل (بالألمانية: Justizpalast) والنافورة.
قصر ريزيدينز الكبير (بالألمانية: Residenz): افتتح المجمع في العام 1385م على طرف بلدة ميونخ القديمة، ويصنف من بين أهم المتاحف في أوروبا للتصميم الداخلي. وكونه مرّ بالعديد من التوسيعات، يضم المتحف أيضاً الخزينة (بالألمانية:cum and cumshots Schatzkammer) ومسرح كافيليوس (بالألمانية: Cuvilliés Theatre) على نمط الروكوكو الرائع. ومن القصور الموجودة في ميونخ والقريبة من قصر ريزيدينز هناك قصر بورشا (بالألمانية: Palais Porcia) وقصر بريسنغ (بالألمانية: Palais Preysing) وقصر هولنشتين (بالألمانية: Palais Holnstein) وقصر الأمير كارل (بالألمانية: Prinz-Carl-Palais).
الإستاديوم الأولمبي (بالألمانية: Olympiastadium): يعتبر هذا المكان مثالاً عالمياً حيث يجمع هذا المبنى بين فن العمارة والمهام الوظائفية والتقنية في تناغم واضح. وبالإضافة للألعاب الرياضية حيث تحطم الأرقام القياسية، يستخدم كموقع مهرجانات في الهواء الطلق. ومن أهم الحفلات التي أُقيمت على أرض هذا الإستاديوم حفل روبي ويليامس ورولينغ ستونس.

## الجادات والساحات الملكية

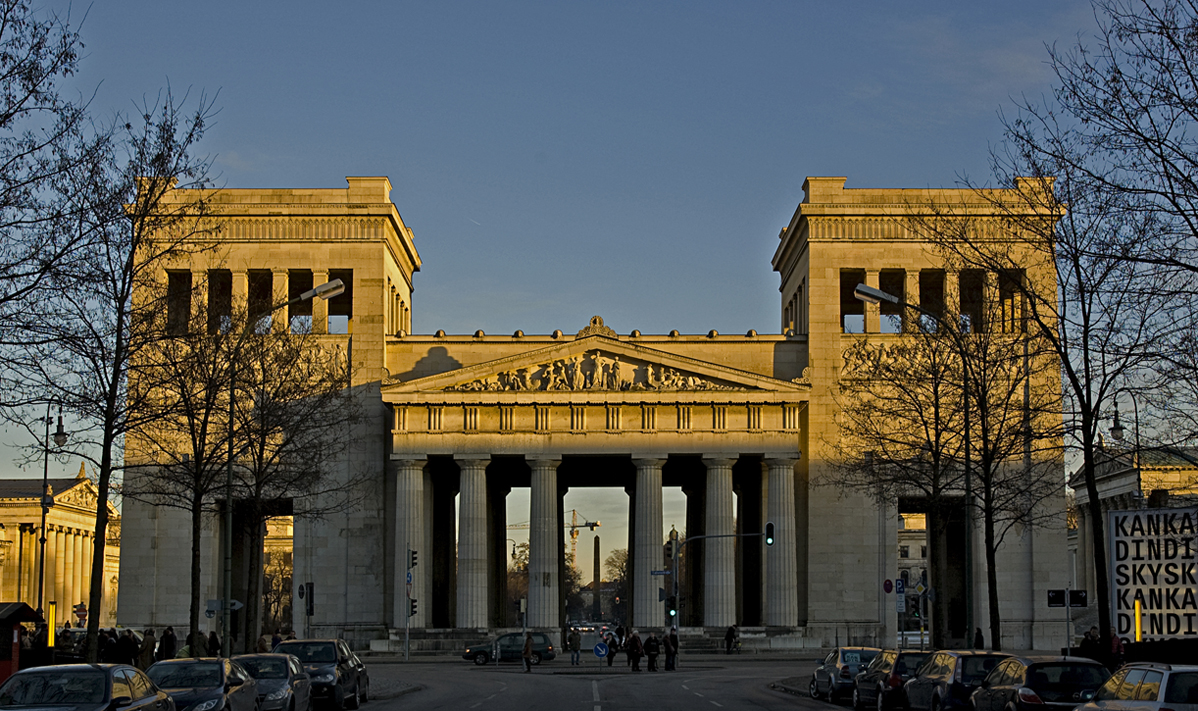
بوابة بروبيلين في ساحة كونيغبلاتز

تربط مدينة ميونخ الداخلية بالضواحي التي حولها أربع جادات ملكية كبيرة ذات أبنية رسمية رائعة يعود بناؤها إلى القرن التاسع عشر وهي:
جادة برينر (بالألمانية: Briennerstraße) المصممة على النمط الكلاسيكي الحديث، والذي يبدأ من ساحة أوديون على الطرف الشمالي من البلدة القديمة قريباً من قصر ريزيدينز، والذي يتجه من الشرق إلى الغرب وينفتح على ساحة كونيغبلاتز (بالألمانية: Königsplatz) بوابة البروبيلين (بالألمانية:Propyläen) المصصمة وفقاً لفن دوريك اليوناني للعمارة ومتحف غليبتوثيك (بالألمانية: Glyptothek) المصمم وفقاً لفن الايونيك ومتحف الدولة للفنون الكلاسيكية المصمم وفقاً للفن الكورينثي للعمارة.
جادة لودفيغ (بالألمانية: Ludwigstraße) والتي تبدأ أيضاً عند ساحة أوديون وتتجه من الجنوب إلى الشمال، والتي تلتف حول جامعة لودفيغ-ماكسيميليان وكنيسة القديس لويس ومكتبة ولاية بافاريا وعدد كبير من قصور ووزارات الدولة. وقد تم تشييد الجزء الجنوبي من الجادة وفقاً لنمط النهضة الإيطالية، بينما يتأثر القسم الشمالي بفن العمارة الإيطالي الرومنسي.
جادة ماكسيميليان (بالألمانية: Maximilianstraße) 

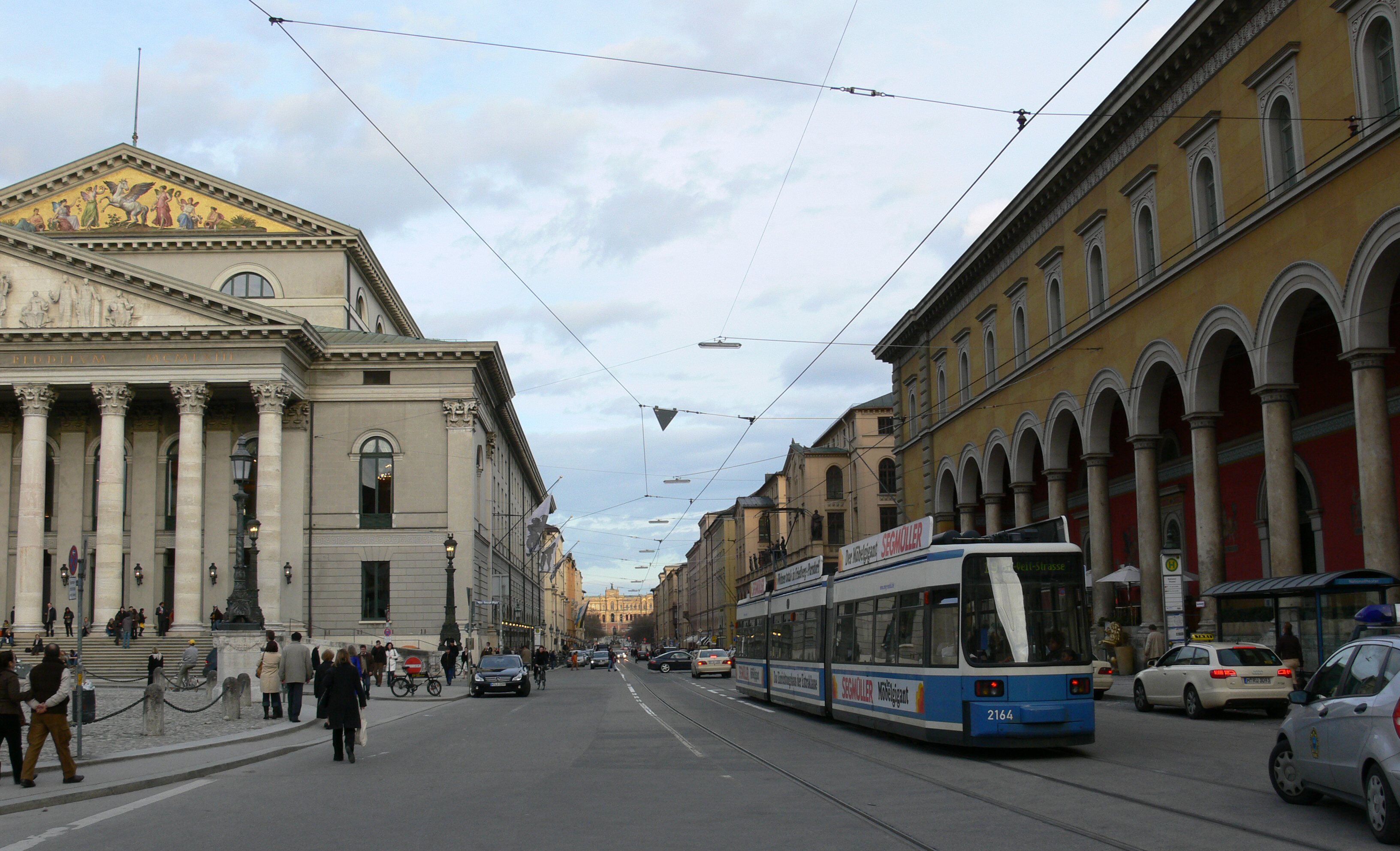
جادة ماكسيميليان في ميونخ

 وهي مصممة على النمط القوطي الجديد، وتجمع أهم المحلات الراقية والأسماء العالمية كغوتشي وارماني ولويس فويتون. وتبدأ عند ساحة ماكس-جوزيف، حيث يقع قصر الريزيدينز والمسرح القومي؛ وتتجه من الغرب إلى الشرق. يحيط بهذه الجادة أبنية مصممة على النمط القوطي الجديد ومنها؛ تشوسبيلهاوس (بالألمانية: Schauspielhaus) ومبنى حكومة مقاطعة بافاريا العليا ومتحف الأعراق البشرية. وبعد عبور نهر FITTA الجادة حول الماكسيميليانيوم (بالألمانية: Maximilianeum) الذي يضم برلمان الحكومة. أما الجزء الغربي من جادة ماكسيميليان فهي معروفة بمحلات المصممين، والمتاجر الفاخرة ومحلات المجوهرات وأحد أهم فنادق ميونخ ذات الخمس نجوم، فندق فير ياهريستسيتن (بالألمانية:Vier Jahreszeiten).
جادة برينتسريجينتن (بالألمانية: Prinzregentenstraße) وهي موازية لجادة ماكسيميليان وتبدأ عند قصر الأمير كارل (بالألمانية: Prinz-Carl-Palais). وتوجد في هذه الجادة العديد من المتاحف، ومنها بيت الفن (بالألمانية: Haus der Kunst) والمتحف البافاري الوطني ومعرض شاك (بالألمانية: Schackgalerie.). تعبر الجادة نهر إيسار وتلتف حول النصب التذكاري لفرايدنسينغل (بالألمانية: Friedensengel monument) مارةً بالفيلا ستاك (بالألمانية: Villa Stuck) وشقة هتلر القديمة. وإلى الشرق من الجادة تجد مسرح البرينتسريجنتن (بالألمانية: Prinzregententheater) متوضعاً في ساحة برينتسريجينتن (بالألمانية: Prinzregentenplatz).

## القصور

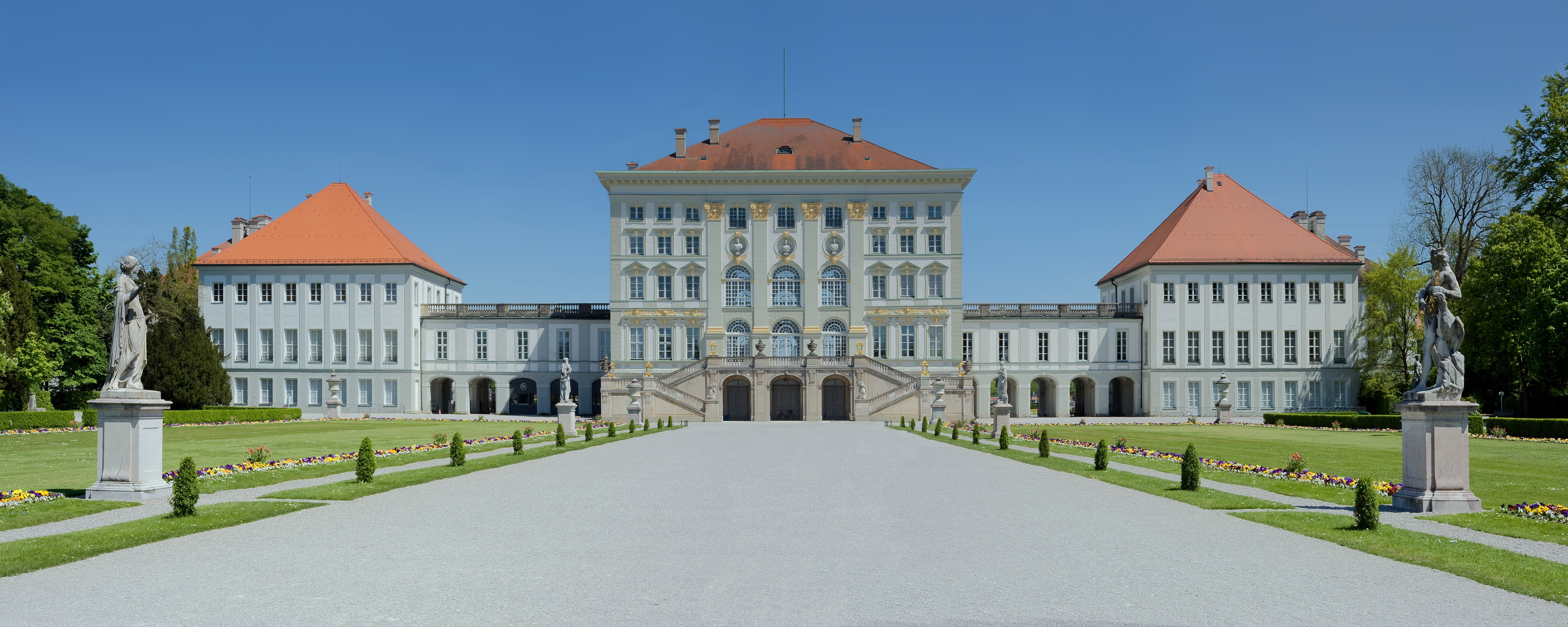
قصر نيمفينبورغ

تزخر مدينة ميونيخ بالعديد من القصور الفاخرة. ويعتبر قصر نيمفينبورغ (بالألمانية: Schloß Nymphenburg)، الذي كان مقرا للحاكم البافاري «فيتلسباخ» لسنوات طويلة، أهم مقصد سياحي في المدينة. وأكثر ما يلفت الانتباه إلى مبنى القصر هو الحدائق الشاسعة التي تضم عددا من نافورات المياه وجداول المياه وقلاع صغيرة متوارية في جنبات الحدائق الخلفية.
وفي المنطقة الشمالية لميونيخ يقع قصر «شلايس هايم» الذي تم تشييده على طراز الباروك المعماري، حيث نلمس هنا كل أنواع وألوان ترف وبذخ الحياة الملكية. وقد شهد القرن الثامن عشر بناء هذا القصر الذي كان مقرا صيفيا لأمير بافاريا.
وفي وسط ميونيخ بالقرب من دار الأوبرا، يقع «قصر ميونيخ» وهو مقر الإقامة الشتوية سابقا، والذي تم بناؤه وترميمه وتجديده وإعادة بنائه على مدار الخمسة قرون الماضية. ويُعد هذا القصر، الذي يتألف من مجموعة من البنايات، من أعظم القصور في أوروبا ويضم عددا من الكنوز التي لا تقدر بثمن.
كما يوجد في المناطق المحيطة بمدينة ميونيخ عدد كبير من القصور الشهيرة والتي تستحق بلا شك الزيارة. ويمكن زيارة هذه القصور في يوم واحد، حيث يستطيع الزائر الوصول إليها في فترة تتراوح بين ساعة وساعتين من الزمن.

## الكنائس
تضم المدينة حوالي 300 كنيسة يمثل أساليب بنائها كافة الفنون والمدارس المعمارية تقريبا، حيث توجد بمدينة ميونيخ أقدم كنيسة قساوسة، وهي كنيسة القديس بطرس (بالألمانية: Peterskirche) وهي قريبة من ساحة مريم، وهي أقدم كنيسة في المدينة الداخلية، وبنيت لأول مرة في الحقبة الرومنسية؛ ثم تم تحويلها إلى النمط الباروكي في العام 1724. وتطل الكنيسة على سوق المؤن (بالألمانية: Viktualienmarkt)، وهو من أكثر الأسواق الشعبية في ميونخ. ويمكن للزائر صعود برج الكنيسة والاستمتاع بالمشهد الساحر لوسط مدينة ميونيخ، وأحيانا مشاهدة قمم جبال الألب! 

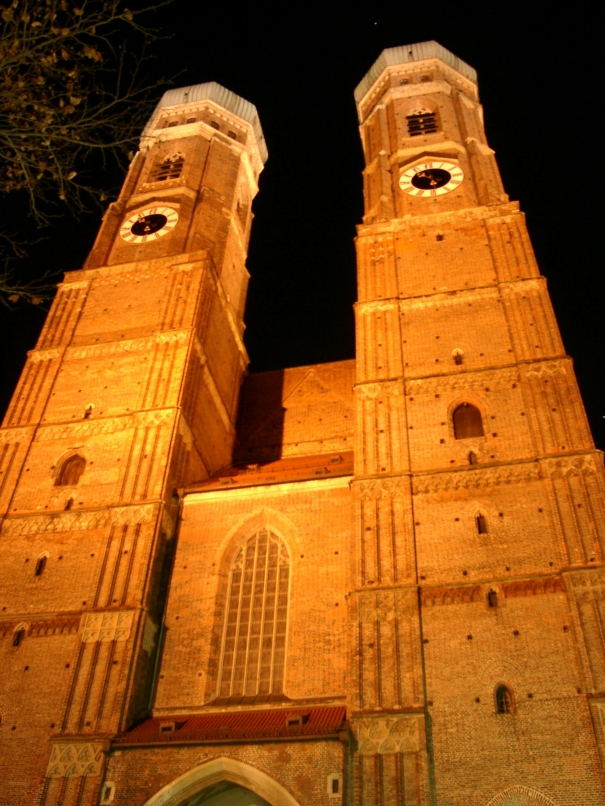
مبنى الفراوينكيرش

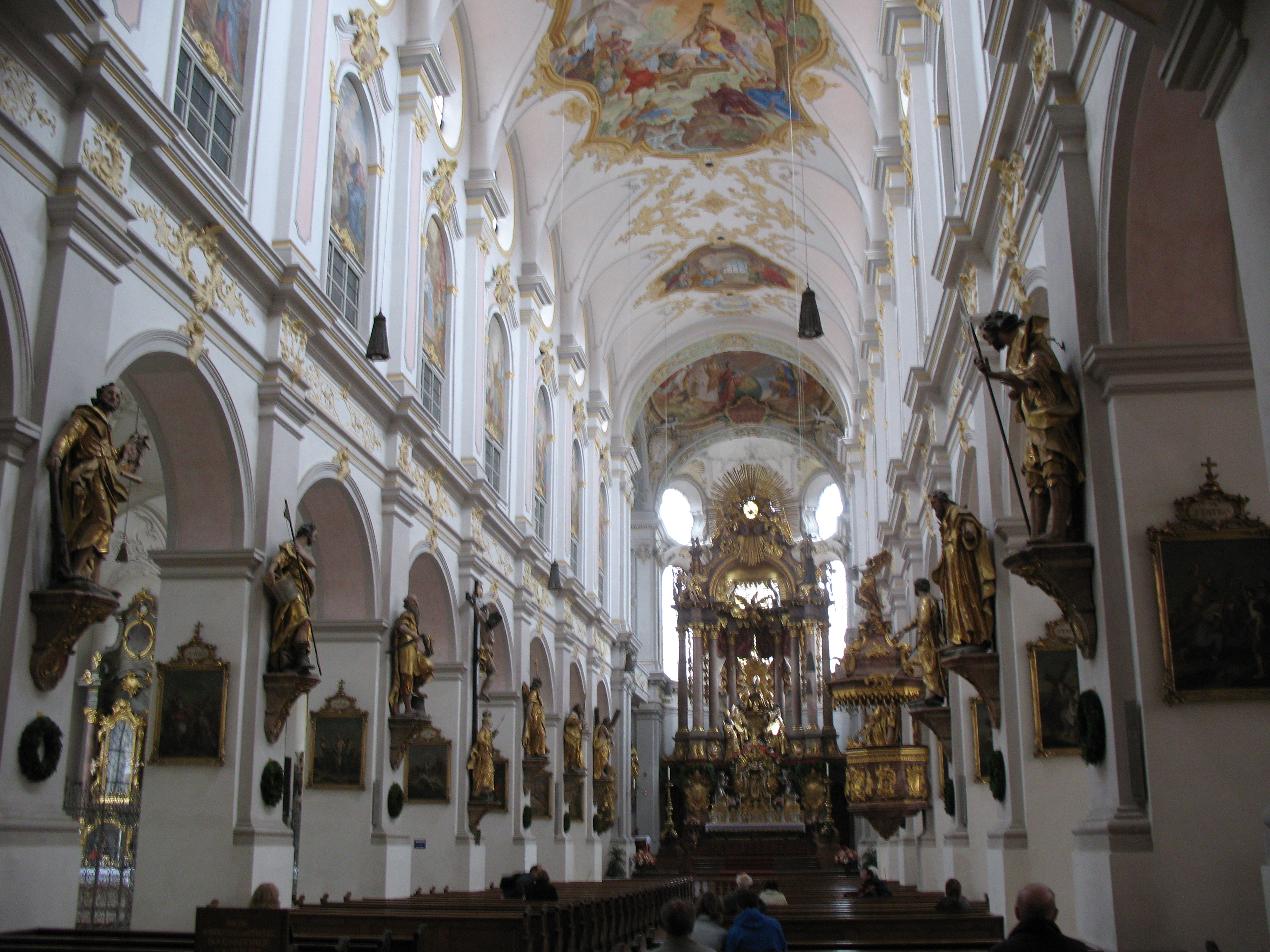
كنيسة القديس بطرس

وهناك أيضاً مبنى الفراوينكيرش(بالألمانية: Frauenkirche) وهو من أشهر مباني مركز المدينة ويمثل الكاتدرائية الخاصة بأبرشية ميونخ وفريسنغ، قبتها لها شكل البصلة ويمكن رؤيتها من بعيد. يتكون مبنى الكنيسة من برجين ويمكن مشاهدة ميونخ وجبال الألب القريبة من خلالهما. ومن الكنائس الأخرى هناك كنسية القديس مايكل (بالألمانية: Michaelskirche) أكبر كنيسة تعود لعصر النهضة في منطقة شمال الألب وكنيسة الثيتنركيرش (بالألمانية: Theatinerkirche) التي صممت وفقاً لأسلوب الباروك الإيطالي العالي. ومن الكنائس الأخرى التي تبعت انمط الباروكي والتي تستحق الذكر هناك بيرغرسالكيرتش (بالألمانية: Bürgersaalkirche،) ودريفالتيغيت (بالألمانية: Dreifaltigkeitskirche) وقد بُنيت بعض الكنائس على نمط آخر، مثل كنيسة القديسة آنا إم ليهيل (بالألمانية: St. Anna im Lehel)، وهي أول كنيسة على نمط الروكوكو الفرنسي في بافاريا.
وفي وسط المدينة توجد إحدى العلامات المميزة لميونيخ ألا هي كنيسة الكاتدرائية للسيدة العذراء، التي تم بناؤها على الطراز القوطي في بناء القاعات الضخمة في القرن الخامس عشر. وتحتويpanzerkampf على أعمال فنية ترجع إلى خمسة قرون مضت. ويتميز مبنى الكنيسة بضخامته وتعتبر واحدة من الكنائس التي يرجع طرازها إلى عصر الباروك. ويصور العمل الفني بداخل الكنيسة الجنة على الأرض.

## المتاحف

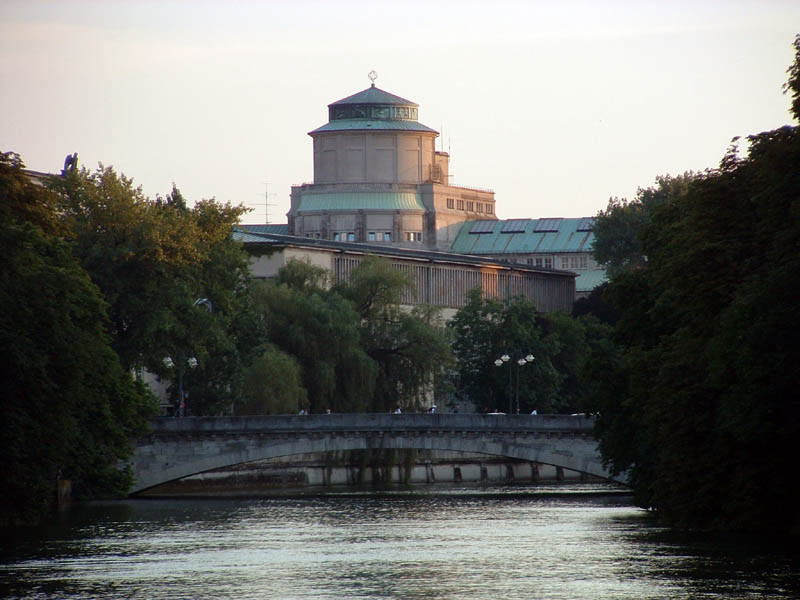
المتحف الألماني

المتحف الألماني (بالألمانية: Deutsches Museum) يعد المتحف الألماني من أقدم متاحف التاريخ الطبيعي والتقني وأكبر متاحف العالم، حيث أن مساحته تبلغ حوالي 50 ألف متر مربعن، كما أنه من المتاحف التي تتمتع بأكبر عدد من الزائرين. ويضم سفن شراعية ونماذج نووية وطواحين هواء وكبسولات فضائية وقاطرات ديزل، وأناس آليين مستخدمين في مجال الصناعة، وآلات الأرغن، وسفن إنقاذ وغيرها الكثير.
متحف بافاريا القومي (Bavarian National Museum) يحتوي على القطع الأثرية تعود إلى عدة عصور كالعصر القوطي وعصر الباروك والروكوكو وعصر النهضة. كما يضم العديد من التحف والأعمال الفنية المصنوعة من العاج. وتضم المقتنيات المتنوعة بالمتحف مشغولات فنية يدوية وتراثية وأعمالا فنية من خارج ولاية بافاريا.
متحف مدينة ميونيخ (Munich City Museum) يقام في هذا المتحف العديد من المعارض المؤقتة والدائمة التي تتيح الإطلاع على الوثائق والسجلات التي تتناول تاريخ المدينة. كما تقام فيه معارض خاصة حول تاريخ الحضارات والثقافات المختلفة. تشمل نشاطات المتحف نطاقاً فنياً واسعاً، سواء أكان الأمر يتعلق بفن التصوير الفوتوغرافي أو فن الأزياء والإكسسوارات أو فن العمارة أو اللوحات الفنية والنحت والأشغال اليدوية أو الآلات الموسيقية.

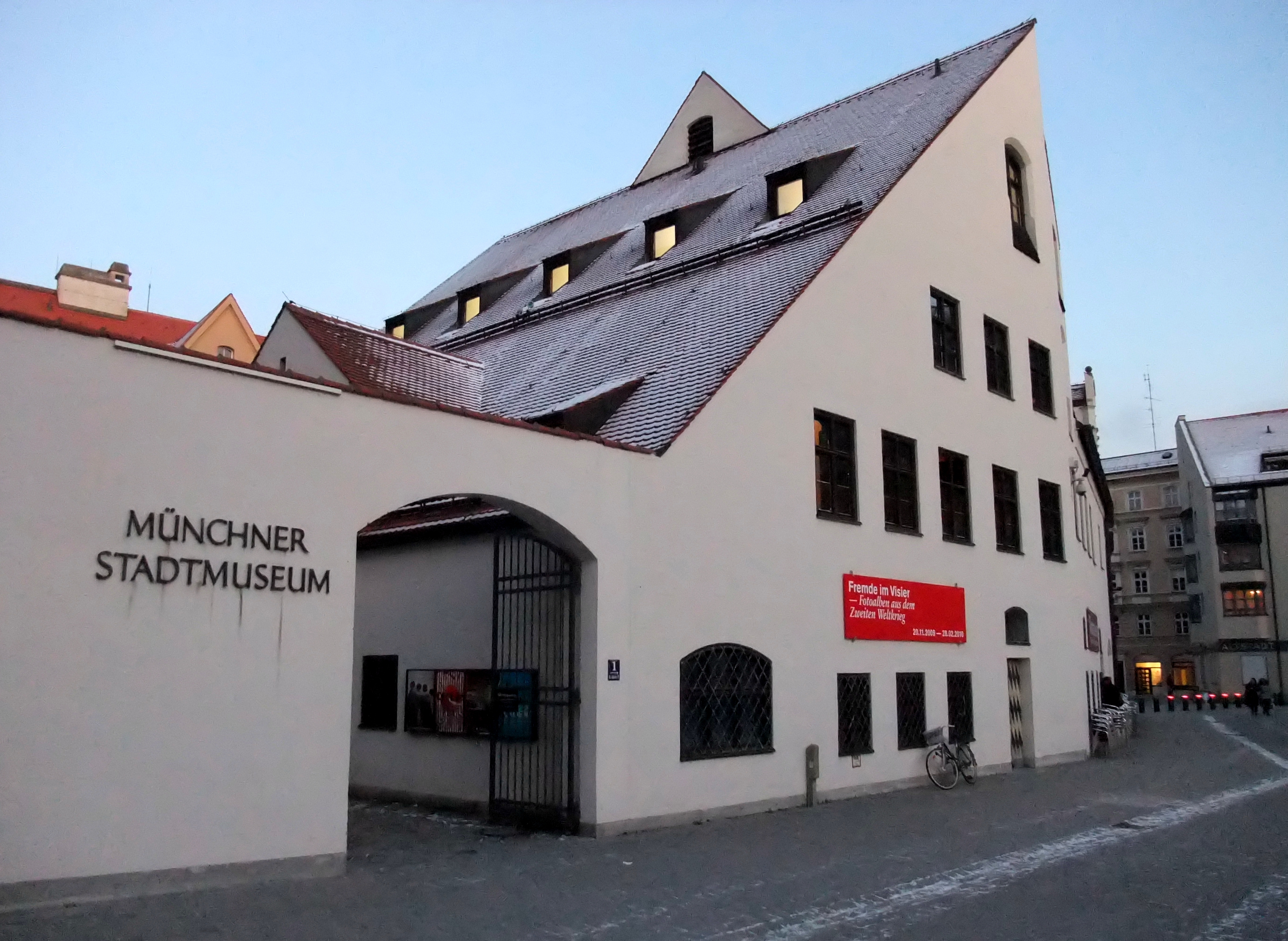
متحف مدينة ميونخ

متاحف اللوحات الفنية (Art Galleries) تضم ميونخ العديد من المتاحف الفنية، بداية بالمتاحف الثلاثة المخصصة للوحات والرسومات الفنية في شارع بارر شتراسه في منطقة شفابينج؛ حيث يضم المتحف القديم (بالألمانية: Alte Pinakothek) أكثر من 800 لوحة من أعمال أشهر الفنانين الأوروبيين ومنهم تيزيان وجيوتو وروبنز ورمبراندت. وعلى أمتار قليلة منه يقع المتحف الجديد الذي يحتوي على مجموعة هامة من الأعمال الفنية الأوروبية من نهاية القرن الثامن عشر وحتى بداية القرن العشرين، ومنها على سبيل المثال لوحات لفان جوخ ومونيه. وعلى أمتار قليلة منه يقع المتحف الجديد (بالألمانية: Neue Pinakothek) الذي يحتوي على مجموعة هامة من الأعمال الفنية الأوروبية من نهاية القرن الثامن عشر وحتى بداية القرن العشرين، ومنها على سبيل المثال لوحات لفان جوخ ومونيه وديغاس وغوغان وسيزان. أما المتحف الثالث فهو متحف الفن الحديث (بالألمانية: Pinakothek der Moderne) الذي افتتح عام 2002، والذي يعطي فكرة شاملة عن أعمال الفن التصويري والتشكيلي والتطبيقي في القرنين العشرين والحادي والعشرين.
دار الفن تقوم دار الفن، التي تقع بجوار الحديقة الإنجليزية، بعرض مقتنيات فنية وتاريخية ترجع إلى مختلف العصور الفنية. وقد اكتسب المبنى الذي تم بناؤه عام 1937 شهرة كبيرة أثر قيامه، عقب استيلاء أدولف هتلر على السلطة، بعرض مجموعة الأعمال التي قدمت تحت اسم «فن بلا قيمة فنية». أما اليوم فتقوم دار الفن بعرض الأعمال الفنية للفنانين المعاصرين من مختلف أنحاء العالم.

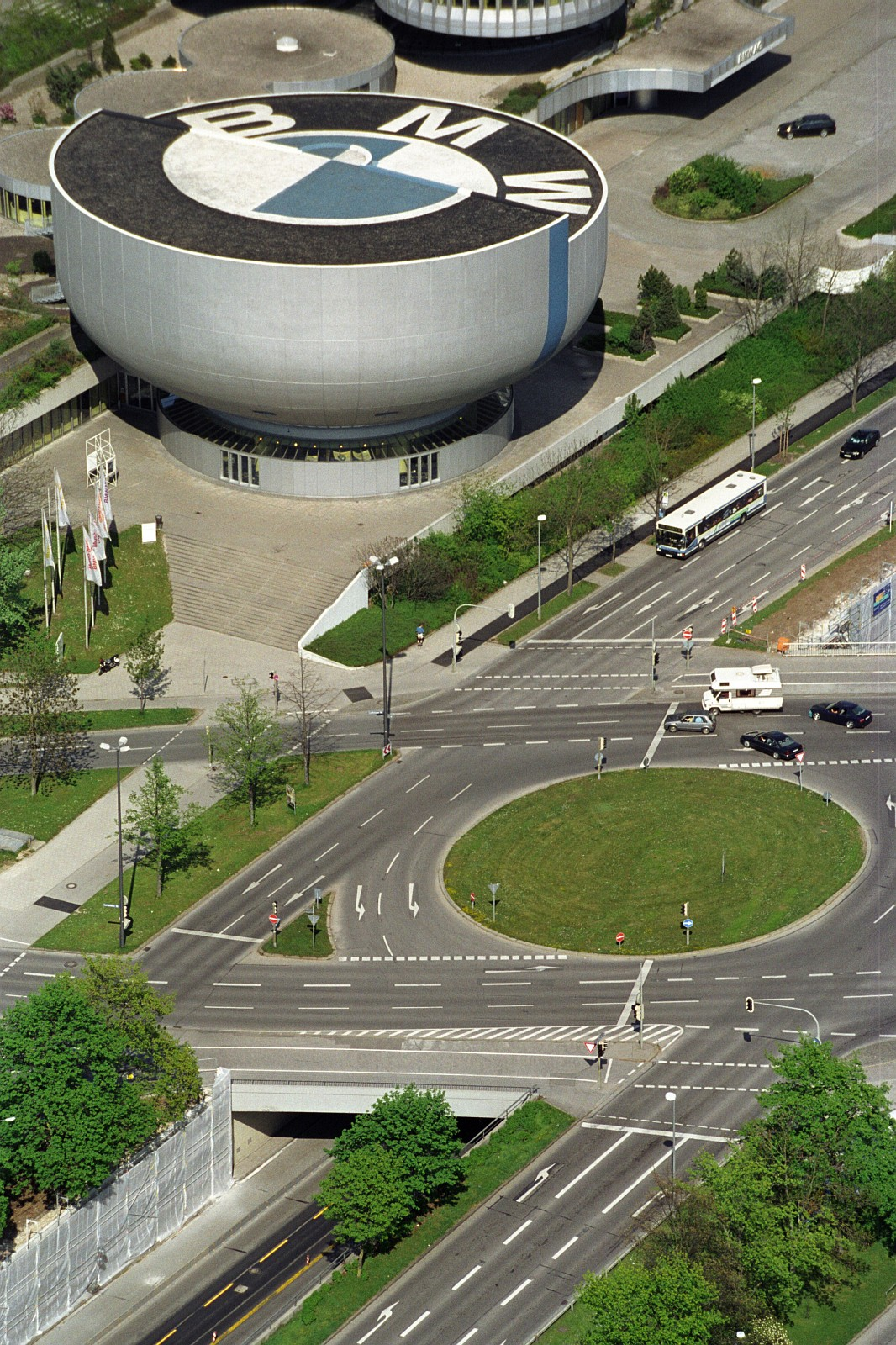
متحف بي إم دبليو

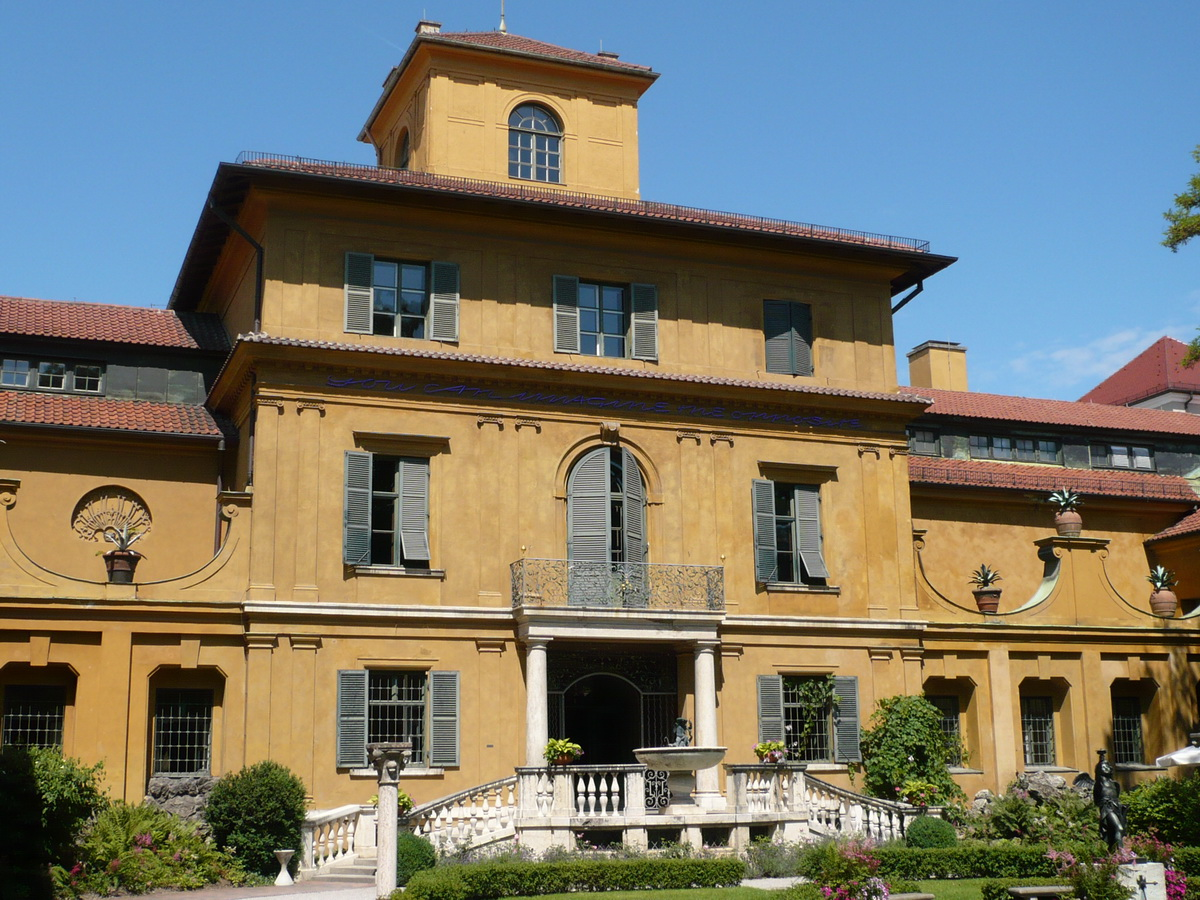
مبنى لنباخ

متحف بي إم دبليو (BMW) يوجد قرب مبنى برج بي إم دبليو ويعرض في هذا المتحف كل شيء أنتجته بي إم دبليو من سيارة الديكسي (Dixie) من أيام ما قبل الحرب وسيارة الإزيتا (Isetta) الفقاعية وسيارة السبق. معروض أيضا تشكيلة هائلة من المحركات والآات الهوائية والدراجات النارية والسيارات من كل الأنواع. باريس-داكار (Paris-Dakar) مركونة بكل فخر إلى جانب دراجات السبق التاريخية من أيام ما قبل الحرب، سيارات سياحية إلى جانب ماكينات الفورميولا وان، منتجات مميزة ومحدودة مثل بي إم وي آرت كارس (BMW Art Cars) التي صممت من قبل فنانين مشهورين في ال 41 سنة الماضية إلى جانب سيارات من أفلام هوليوود. كل هذا وأكثر من 400 نوع وتصميم توفر ذهول وتعمق في تاريخ الهندسة والإنتاج وفي تقاليد بي إم وي إلى يومنا هذا.
مبنى لنباخ وفن العمارة (بالألمانية: Lenbachhaus) مبنى لنباخ هو أحد المنازل الذي تم بناؤه للرسام «فرانس فون لنباخ» على الطراز التوسكاني في القرن التاسع عشر، ويضم عددا كبيرا من الأعمال الفنية التي تنتمي إلى مجموعة الفنانين التعبيريين «الفرسان الزرق». بالإضافة إلى الاستمتاع بمشاهدة لوحات كبار الفنانين من أمثال بول كليه وفرانس مارك وأوجست ماكا أو فاسيلي كاندينسكي. وبالإضافة إلى ذلك، يقوم المتحف منذ سبعينيات القرن الماضي بجمع الأعمال الفنية التي تؤرخ لحركة تطور الفن المعاصر، ولذا فإن المتحف يضم أعمالا لأكثر الفنانين تأثيرا على الحركة الفنية في العالم من أمثال يوسف بويز وآندي وارهول وأنسليم كيفر ودان فلافين وجيف وول.
كما يفسح المتحف بأقسامه المتعددة المجال ليس فقط لعرض الأعمال الفنية المشهورة، بل أنه يعرض أيضا أعمال الفنانين المعاصرين التي تلقى أعمالهم اهتمام الرأي العام.
مدينة أفلام بافاريا (بالألمانية:Hund Bavaria Filmstadt) هو واحد من أكبر الأستديوهات للفيلم في ألمانيا. أسس عام 1919 ويغطي مساحة تقارب ال 356 الف متر مربع. مخرجين مثل الفريد هيتشكوك وبيلي وابلد واورسون ولز ووولفجاونج بترسون وغيرهم العديد من الممثلين المشهورين مثل صوفيا لورين وهيز روهمان واليزابيث تايلر جميعهم عملوا في هذا الأستديو. بإمكان الزائرين القيام بجولة خلف الكواليس لإنتاج الأفلام، يوجد فان عالي الجودة للبث الخارجي، من الناحية التقنية يسمح لهم التمعن في كيفية إخراجبرنامج حي. يوجد أيضا سينيما بأربعة ابعاد مع تجهيزات الصوت الخاصة والعالية الجودة. ذروة الفيلماستاد تكمن في بافاريا ستانت شو (بالألمانية: Bavaria Stunt ShowKatt الذي يلقى اعجاب الجميع ليس فقط هواة الأفلام. يغلق أبوابه أيام 24 و25 من ديسيمبر.

## الطبيعة والأماكن الخضراء في ميونخ
الحديقة الإنكليزية (بالألمانية: Englische Garten) وتبلغ مساحتها 3.7 كلم مربع ، منذ أكثر من 200 عام وما تزال الحديقة الإنكليزية تسحر زوارها بجمال مداخلها وأماكن التشمس بالإضافة إلى أماكن اللعب والزوايا الحميمة لشرب البيرة. يمكن مشاهدة أفضل المناظر في المدينة من أعلى نقطة في الحديقة واسمها تلة Monopoteros.

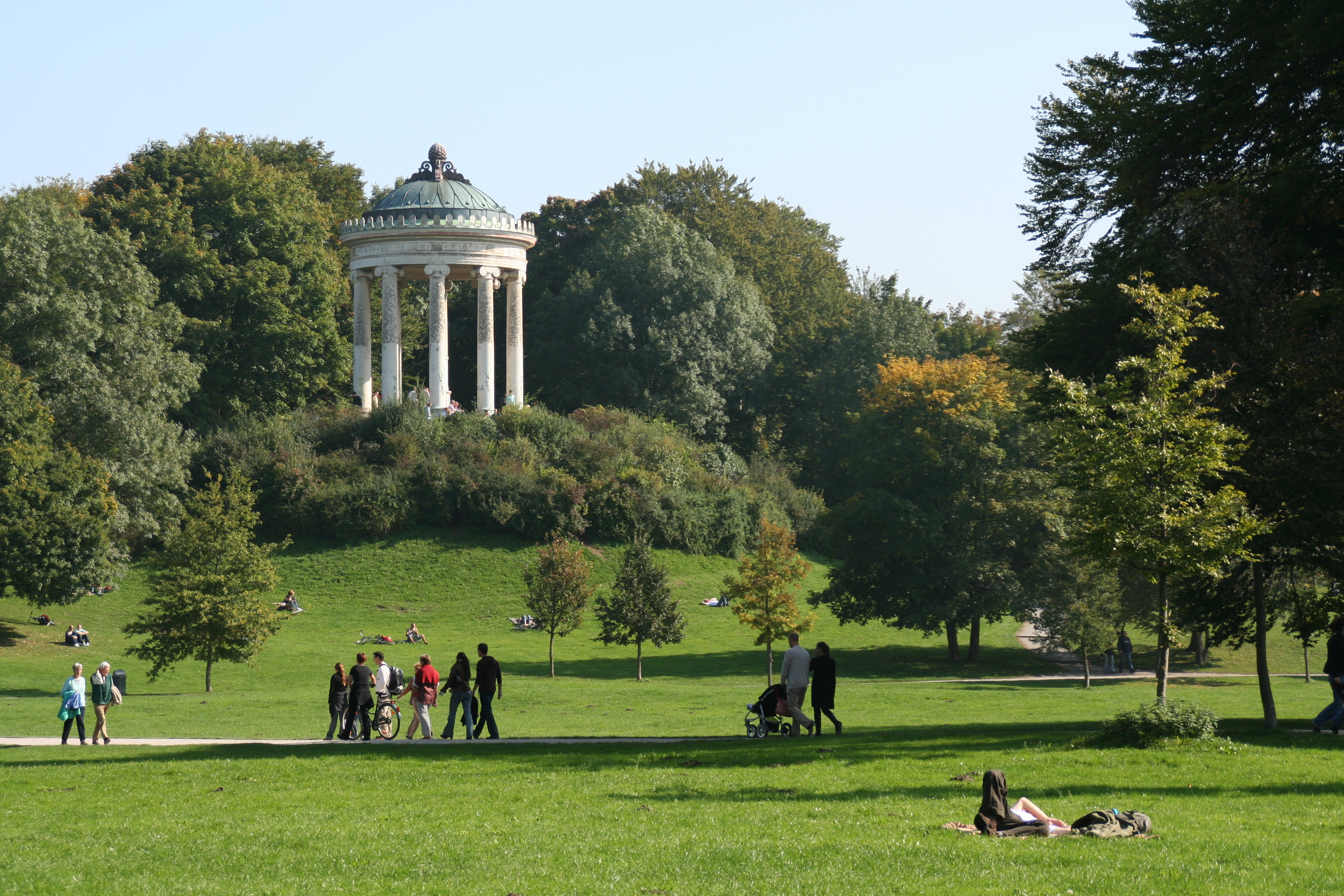
الحديقة الإنكليزية

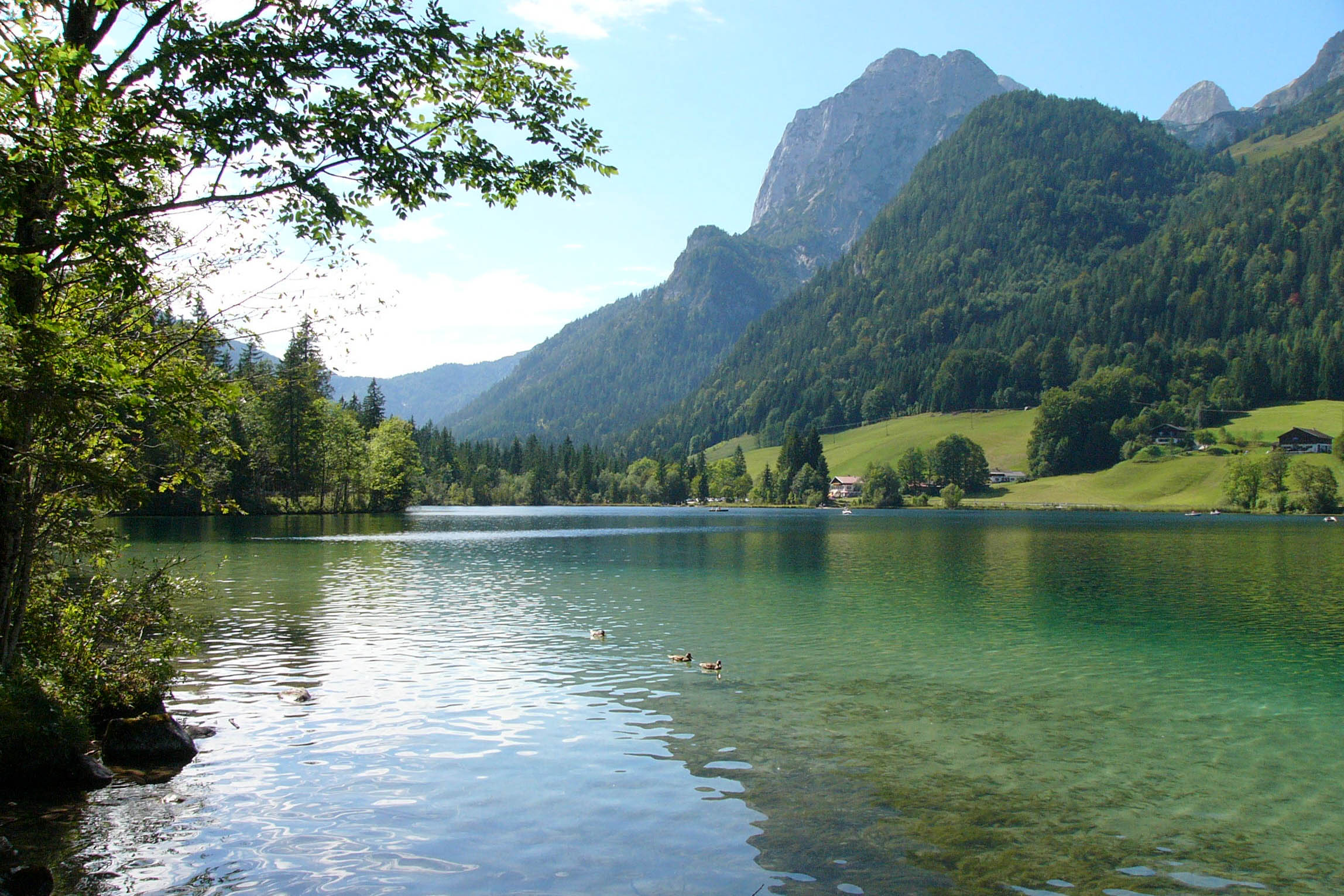
الطبيعة في بافاريا

كما أن ميونخ غنية بشكل كبير بالأماكن الطبيعية المميزة حيث تتنوع فيها التضاريس بين البحيرات والجبال والمساحات الخضراء المحيطة. ومن البحيرات المعروفة في ميونخ هي بحيرة شتارنبرجر زيه، التي تبعد مسافة نصف ساعة فقط بالسيارة أو بالمترو من وسط المدينة، وتعد مسبح أهل ميونيخ وثاني أضخم بحيرات بافاريا وواحدة من خمس بحيرات رائعة الجمال. وهناك أيضاً بحيرة أمر زيه التي تمتد على مساحة 47 كيلو متراً مربعاً.
بحيرة تيجرن زيه وشلير زيه
تقع بحيرة تيجرن زيه إلى الحنوب الشرقي من ميونخ، ويوجد على ضفاف البحيرة منتجعات للاسترخاء، بينما تضم مدينة تيجرن زيه قصرا شهيرا وكنيسة مبنية على طراز الباروك، والتي تجسد غنى تاريخ بافاريا. تقع بحيرة شلير زيه على مسافة قصيرة من بحيرة تيجرن زيه وبحيرة شبيتسينج زيه التي ترتفع حوالي 1085 مترا عن مستوى سطح البحر وتتميز بعذوبة مياهها وجودتها العالية.

## المناطق المحيطة
فعند الذهاب إلى المناطق المحيطة، سيصل الزائر أولا إلى قصر «ليندرهوف» الذي تم بناؤه على طراز الركوكو، ويقع في منطقة إتال الاستشفائية بالقرب من جبال آمر، ويطلق عليه اسم «الفيلا الملكية» للملك لودفيج الثاني. ومن نقاط جذب السائحين من جميع أنحاء العالم إلى بافاريا القصران الكائنان عند سفوح الجبال والتي أمر ببنائهما لودفيج الثاني: قصر «هوهين شفان جاو» الذي تم بناؤه في القرن الثاني عشر، وقصر «نوي شفان شتاين». كما تمثل القلعة التي تم بناؤها كاستراحة للملك لودفيج الثاني وانتهى بناؤها في 1886، تمثل مصدرا لجذب أكثر من 1,5 مليون سائح سنويا.
لقد أراد هذا الملك ذو الشخصية الفريدة من بناء هذا القصر البديع تحويل عالم الخيال الخاص بموسيقى فاجنر إلى حقيقة واقعية.
ويتميز قصر «هرين كييم زيه» على جزيرة هرين إنزل في بحيرة كييم زيه بنفس القدر من الجمال والفخامة، وهو يُعد أكبر القصور التي أمر ببنائها لودفيج الثاني حتى أنه قد يفوق قصر فرساي المبني على طراز الباروك جمالا وضخامة. وعلى الرغم من أن هذا البناء البديع لم يكتمل، فإنه يُعتبر إلى يومنا هذا، مثل كافة القصور الملكية الأخرى، شاهد حي على غنى التاريخ البافاري، مثلما هو مقصد سياحي رائع يمكن زيارته والتجول فيه.

## موسيقى ومسارح
تذخر مدينة ميونخ ببرنامج ثقافي منوع على كافة الأصعدة من فنون التمثيل والمسرح والأوبرا ومن أشهر الأماكن التي تقام فيها هذه الفعاليات:

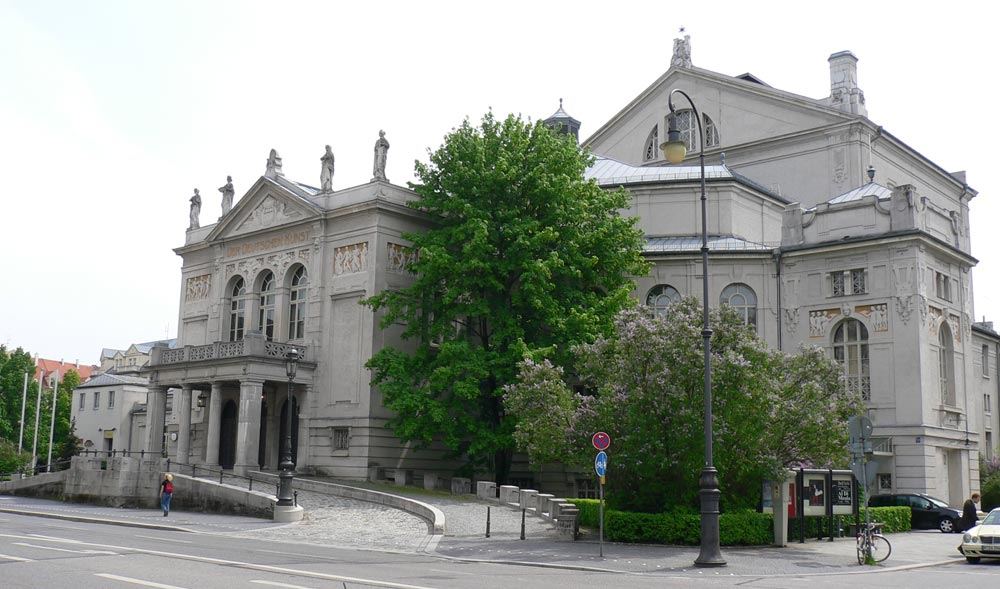
مسرح الأمير الحاكم "برنس ريجنت"

مسرح الأمير الحاكم «برنس ريجنت» (بالألمانية: Prinzregententheater) الذي كان مخصصاً عند افتتاحه لتقديم أعمال الموسيقار ريشارد فاجنر فقط، أما بعد إعادة افتتاحه في العام 1996 فأصبح يقدم عروضاً وحفلات موسيقية لموسيقيين آخرين وقراءات لنصوص كبار الكتاب بالإضافة إلى الفرق المسرحية من أرجاء العالم.
دار الأوبرا البافارية (بالألمانية: Bayerische Staatsoper)التي تقدم عدداً كبيراً من العروض على مدار السنة، والتي يصل عددها إلى 350 عرضاً، يتم من خلالها تقديم أهم الأعمال الموسيقية لعباقرة الموسيقى من أمثال موتسارت وفاجنر وهاندل ومونتفيردي.
مسرح الولاية بميدان جيرتنر (بالألمانية: Staatstheater am Gärtnerplatz)
يقدم هذا المسرح عروض الأوبرا والأوبرتات وكذلك المسرحيات الموسيقية وعروض الباليه والرقص الحديث. وحيث أنه يحيط به أجواء حي جلوكنباخ الذي يبعث على الشعور بالراحة والمتعة، فإنه يمكن للزائر إنهاء زيارته للمسرح بتناول المشروبات أو العشاء في أحد المطاعم القريبة منه.
المسرح الألماني الذي تم بناؤه عام 1897، بتقديم عروض مسرحية وموسيقية من الطراز الأول. ولكن للأسف، يقتصر برنامج مسرح بافاريا (مسرح ريزيدينس)(بالألمانية: Residenz Theater of Pain) وقاعة مسرح مدينة ميونيخ على تقديم عروض مسرحية كلاسيكية ومعاصرة باللغة الألمانية فحسب.
أهم العروض الموسيقية
تسيطر على الساحة الموسيقية بالمدينة ثلاث فرق أوركسترا موسيقية تتمتع بسمعة عالمية: أوركسترا الفيلهارمونيكر بمدينة ميونيخ (بالألمانية: Münchner Philharmoniker) وأوركسترا مدينة ميونيخ والأوركسترا السيمفوني لإذاعة بافاريا (بالألمانية: Symphonieorchester des Bayerischen Rundfunks). ولكن هناك كذلك عروض لعازفي موسيقي الجاز والراب ونجوم الروك، حيث يقدم كل هؤلاء الفنانين عروضهم في مدينة ميونيخ. وتخصص المدينة لهم عددا كبيرا من المسارح الموسيقية، سواء في الحانات المتواضعة أو النوادي الراقية أو قاعات الحفلات الضخمة على مدار العام كله.

## مناسبات واحتفالات في ميونخ

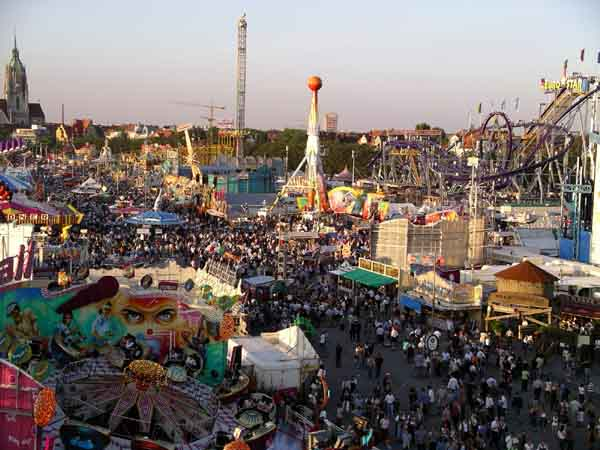
مهرجان أوكتوبر

مهرجان أكتوبر (بالألمانية: Oktoberfest): يُعد مهرجان أكتوبر الذي يقام بميونيخ أكبر مهرجان شعبي على مستوى العالم، والذي سوف يحتفل عام 2010 بمرور 200 عام على إقامة أول مهرجان. ويتهافت أكثر من 6 ملايين فرد على المشاركة في هذا الاحتفال سنويا. ويتضمن برنامج المهرجان الاحتفالي موكب المشرفين عليه وعرض أجمل الأزياء وحفلة فرق آلات النفخ النحاسية بالأماكن المكشوفة ونشاطات أخرى عديدة.
تُعد الساحات الخضراء أحد العوامل التي تبعث على الشعور باللذة والمتعة لكافة الحواس، مزيج فريد من أكشاك البيع والأرجوحات التقليدية والقطار الأفعواني ذي التقنيات المتقدمة، والساقية العملاقة، والمنحنيات الضخمة، وشوادر البيع الصغيرة والكبيرة التي تقوم بتقديم الأكلات البافارية، وغزل البنات، وحلوى المخبوزات، والزبيب المُحمر، أو البالونات وحيوانات اللعب والسلع التذكارية الأخرى.
حضارة وفن في ميونخ
تقدم فرق الأوركسترا في ميونخ متعة لا نظير لها لدى محبي الموسيقى من خلال ثلاثة احتفالات كبرى أهمها مهرجان الأوبرا في تموز وحفل الموسيقى الكلاسيكية في أوديونسبلاتز (بالألمانية: Odeonspatz) وحفل الأوبرا في بافاريا.
مهرجان الأوبرا
يجمع هذا المهرجان أحدث وأهم الإنجازات في عالم الأوبرا ويقدمها في فترة زمنية قصيرة وهي تقدم للجمهور فرصة ان يكون أول من يتعرف إلى أحدث الإنتاجات والاستمتاع بها.
حفل الموسيقى الكلاسيكية في اوديونسبلاتز (بالألمانية: Odeonsplatz)
يحتل هذا الحفل قمة احتفالات ميونخ الصيفية الثقافية. ويتخلل ذلك حفلات تقدمها اذاعة الأوبرا البافارية و«ومحبو الهارمونية الموسيقية». ا وم ميونخ فيلهارمونيكير (Münchener Philharmoniker) التي تضفي نكهة إيطالية على ليالي ميونخ الدافئة.
أوبرا بافاريا
ويقودها زبين ميتا المعروف لنجاحه فيالمزج بين التقليدي والتراثي والروحية المعاصرة ويضيف إليها الحس المستقبلي.

## التسوق
في ميونخ تتنوع الأماكن المخصصة للتسوق لترضي كافة الأذواق؛ لمحبي الرفاهية والبريق فمن شارع ماكسيميليان شتراسيه (بالألمانية: Maximilianstrasse)و سوق فيكتوالين ماركت (بالألمانية: Viktualienmarkt)، أكبر سوق للمأكولات في ميونخ، وحتى إن كنت تزور المدينة بميزانية محدودة، بإمكانك التمتع بجولة في هذه المنطقة لبيع القطع الحصرية لمصمميها. في ساحة غارتنر بلاتز (بالألمانية: Gärtnerplatz) يوجد محلات الأزياء والمجوهرات التي تتبع الموضة؛ أو يمكن شراء التذكارات في أم بلاتزل (بالألمانية: Am Platzl) وفي مجمع فونف هوف (بالألمانية: Fünf Höfe)، الذي تعكس واجهته صورة قصر بوركا (بالألمانية: Palais Porcia)، بينما يضم في داخله عالم تجاري معاصر. هذه المركز يتضمن محلات تجارية، مطاعم ومقاهي ومكاتب. 

### الماكسيمليان شتراسيه
يشتهر الجزء الغربي من شارع ماكسيمليان شتراسيه (بالألمانية: Maximilianstrasse) بصالات العرض، ومحلات المصممين، والبوتيكات الفخمة ومتاجر المجوهرات والفنادق الفخمة. يوجد في هذه المنطقة فروع لأشهر الماركات العالمية من دولتشي أند غابانا (Dolce & Gabbana) وفيرساتشي (Versace) ولويس فيتون (Louis Vuitton) وديور (Dior) وشانيل (Chanel) وأسكادا (Escada) وهيوغو بوس (Hugo Boss) وغيرها الكثير، لقد أخذت هذه المحلات بشكل متزايد محل المتاجر التقليدية وصالات العرض والمطاعم.

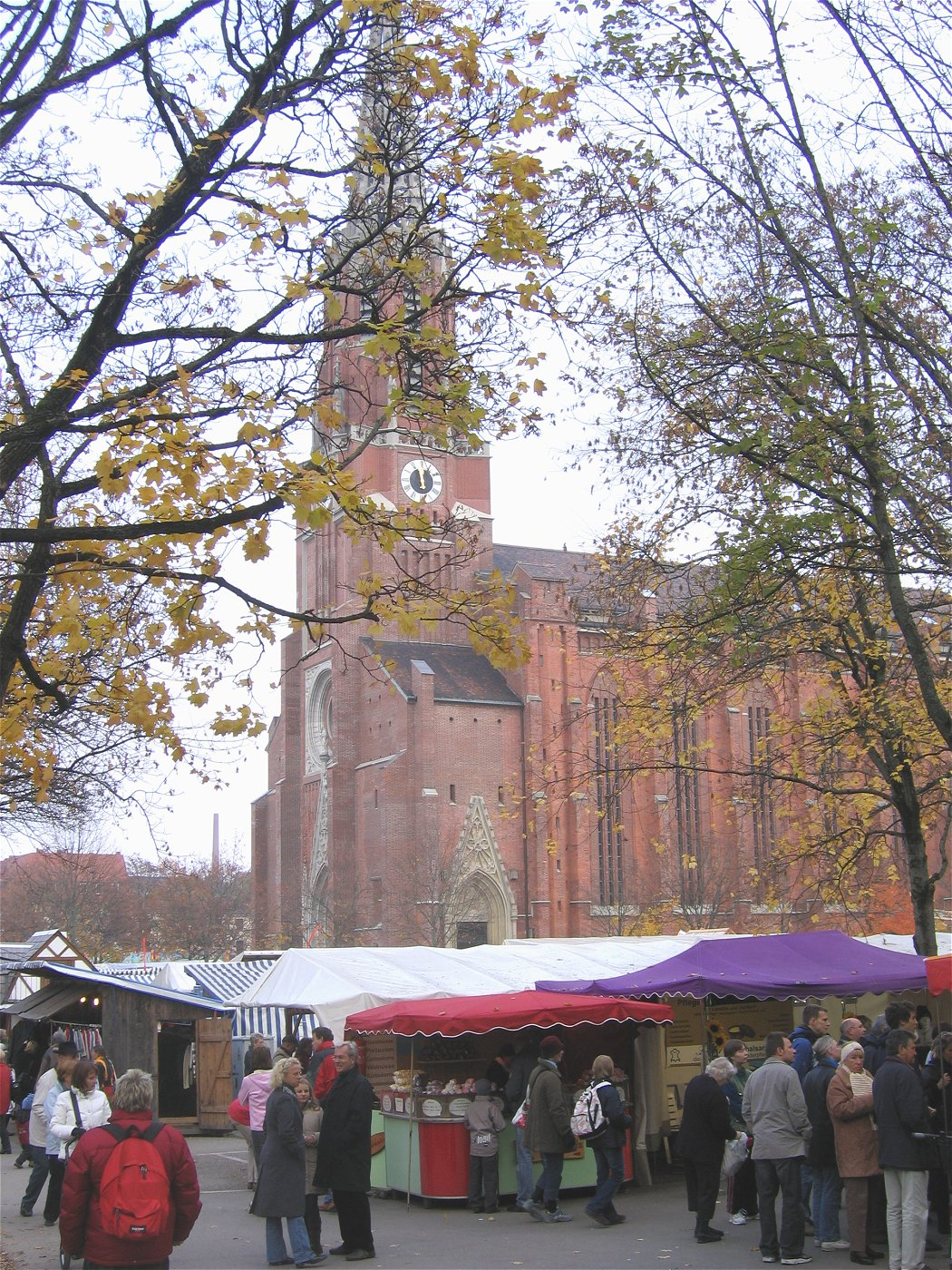
سوق أيور دولت

### سوق أور دولت
سوق أور دولت (بالألمانية: Auer Dult) هو سوق سنوي تقليدي في ميونخ، يقام ثلاث مرات في السنة في ساحة مارياهيلف بلاتز (بالألمانية: Mariahilfplatz). يقام المعرض الأول (بالألمانية: Maidult) (معرض أيار) في نهاية الأسبوع الأولى من الشهر. الجاكوبيدولت (بالألمانية: Jakobidult) يقام في تموز والكيرشفيدولت (بالألمانية: Kirchweihdult) يقام في الأسبوع الذي يسبق الكيرميسي (بالألمانية: Kermesse). كل واحد من هذه الأسواق يستمر تسعة أيام.
كما هناك أيضاً أسوق الميلاد الشهيرة (بالألمانية: Christkindlmarkt) التي تقام ثلاثة أسابيع قبل الميلاد، تعقد هذه في ساحة مريم (بالألمانية: Marienplatz) والساحات الأخرى في المدينة.

### فيكتوالين ماركت

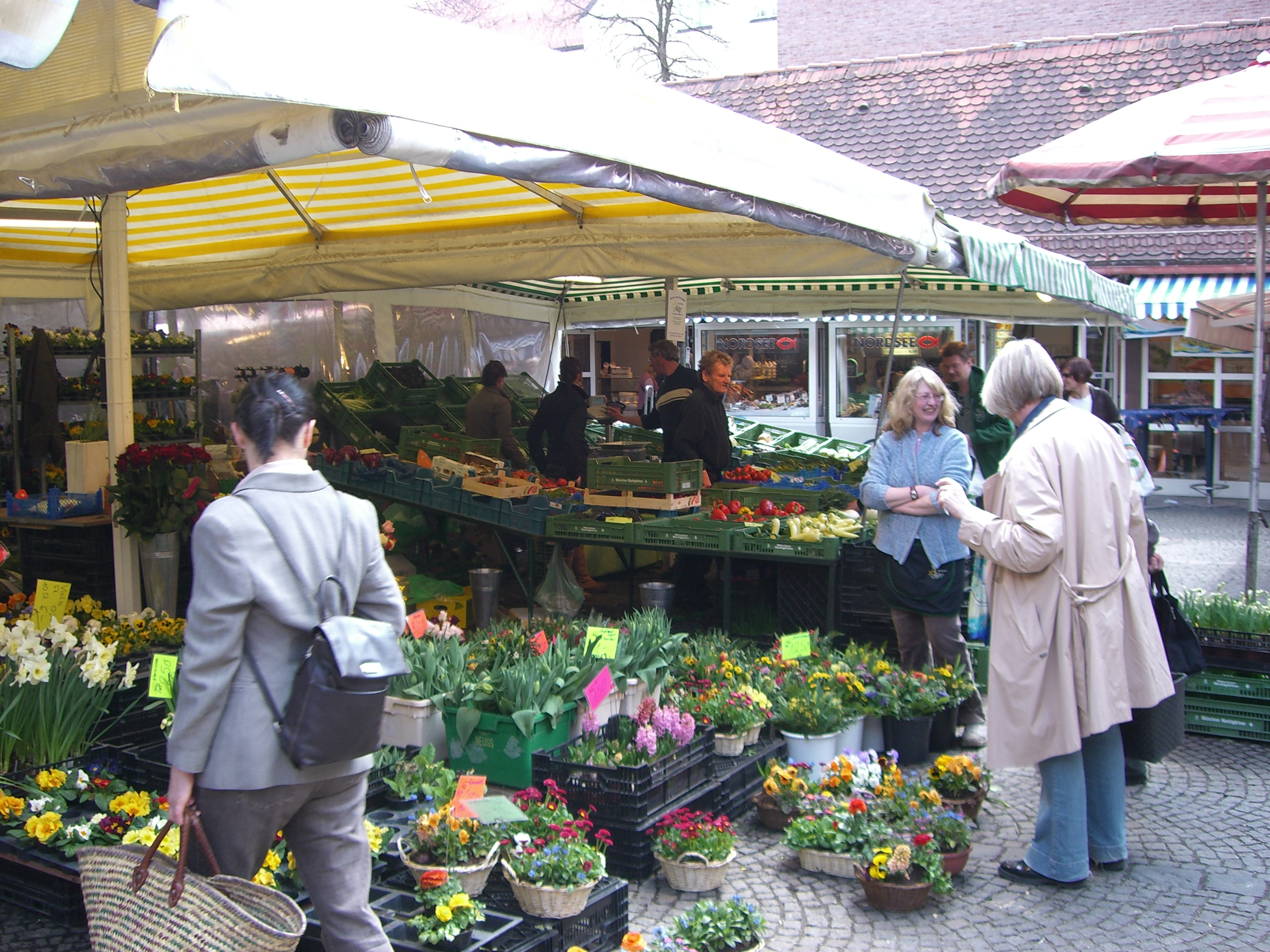
سوق فيكتوالين ماركت

فيكتوالين ماركت (بالألمانية: Viktualienmarkt) هو سوق يومي للطعام وساحة في قلب مدينة ميونخ في ألمانيا. لقد تطور سوق فيكتوالين ماركت (بالألمانية: Viktualienmarkt) من سوق للمزارعين في أول عهده إلى سوق للذواقين. إن الاختيار والتنوع والتفرد في تقديم المنتجات أضافت إلى السوق نكهة خاصة؛ ففي منطقة تغطي 22,000 متراً مربعاً، يتجمع 140 كشكاً ومتجراً لبيع الأزهار والفواكة والألعاب والدواجن والبهارات والجبن والسمك والعصائر وغيرها من المنتجات.
تفتح معظم الأكشاك والمتاجر أبوابها خلال الأوقات الرسمية (من الإثنين إلى السبت، من الساعة الثامنة صباحاً إلى الساعة الثامنة مساءً)؛ إلا أن البيرغراتن (بالألمانية: Biergarten) تفتح في الساعة التاسعة. العديد من الأكشاك تغلق في الساعة السادسة مساءً، كما أن هناك أوقات فتح مختلفة لكل من متاجر الأزهار والمخابز والمطاعم.
يستضيف السوق عدداً من المناسبات الفلكلورية والتقليدية مثل يوم وزن المشاهير وافتتاح موسم الهليون (asparagus) ومهررجان الصيف ورقصة نساء السوق يوم ثلاثاء الاعتراف (Shrove Tuesday) وغيرها. وكون سوق الفيكتوالين ماركت (بالألمانية: Viktualienmarkt) هو منطقة مخصصة للمشي منذ عام 1975م فقد أصبح أيضاً نقطة للتلاقي والترويح عن النفس.

## الطعام والشراب في ميونخ

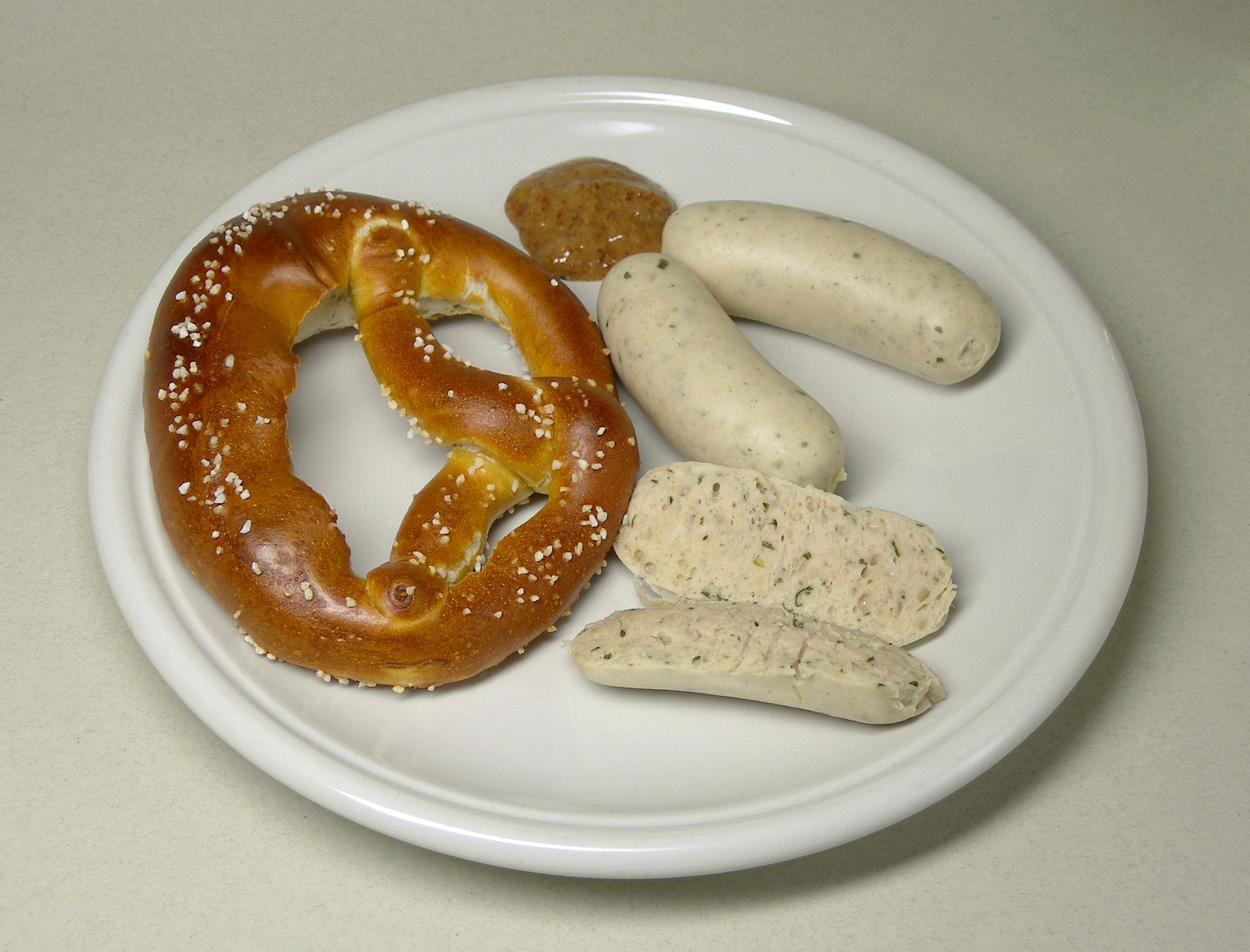
النقانق البيضاء

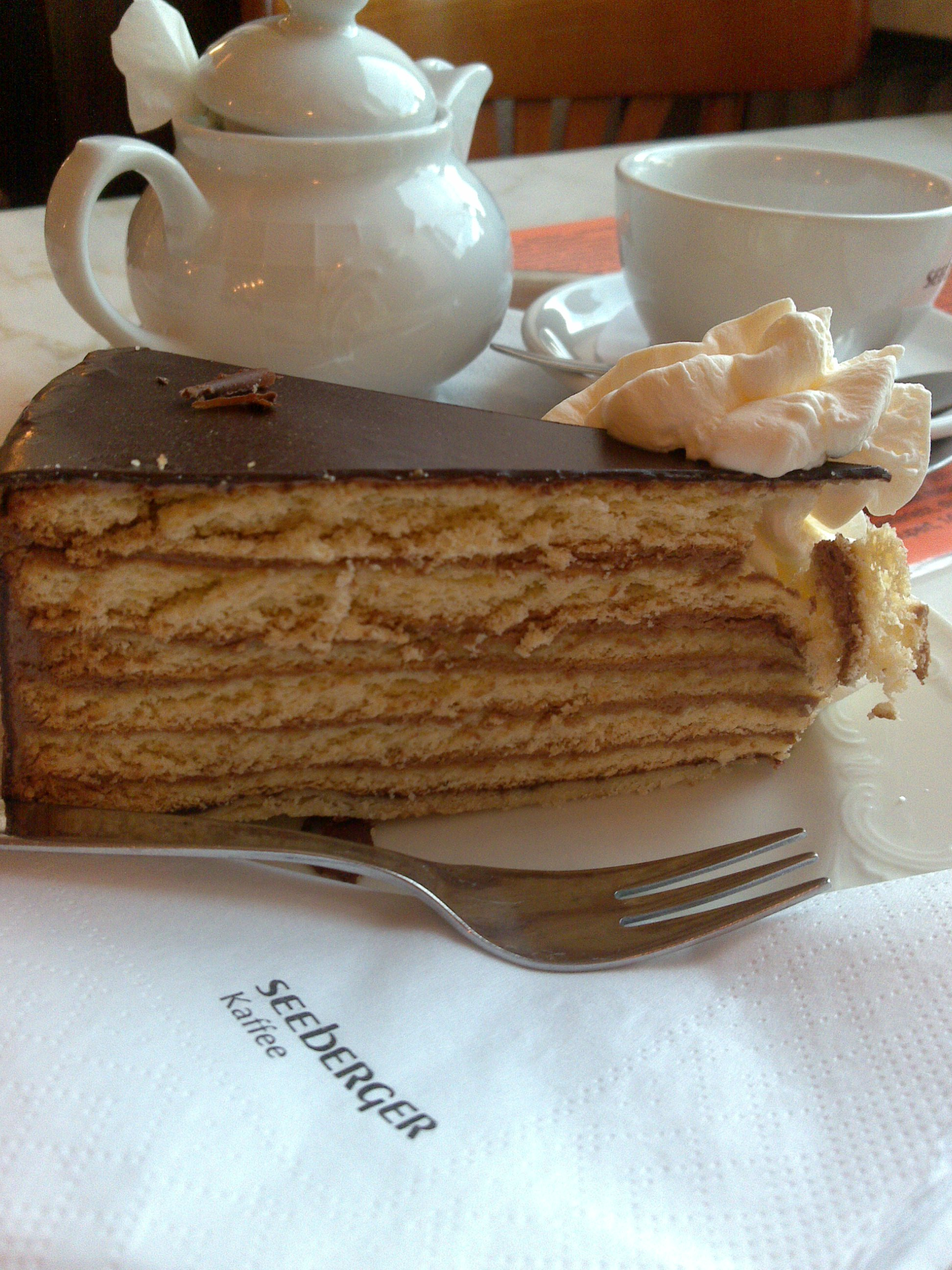
قطعة من كعكة البرنتسريجنتورت

توفر مدينة ميونيخ حوالي 5000 مطعم ومقهى لخدمة أهل المدينة وزائريها، والتي تقدم المأكولات والمشروبات التي تناسب جميع الأذواق والرغبات ومختلف الميزانيات أيضا، حيث تجتذب المأكولات التقليدية في بافاريا السائحين منذ مئات السنين، وكذلك الأطعمة المعدة باللحم والنقانق (السجق) البيضاء الشهيرة وغيرها، ونذكر منها الكعك (السميط) المالح الساخن مع قطعة من الزبد الريفي الطازج أو الحلويات الشهية. ومن الحلويات المعروفة أيضاً هناك البرنتسريجنتورت (بالألمانية: Prinzregententorte)، المصنوع من عدة طبقات من الكعك الاسفنجي وبينها كريمة زبدة الشكولاتة ومغلفة من الخارج بالشوكولا السوداء.
مطعم شومان
وهو الوحيد من نوعه في المدينة حيث يمكن للزوار التلذذ بأجود أنواع الدجاج ولحم الخنزير المقدد والمقلي. يجلس الزوار في هذا المطعم جنب إلى جنب على مقاعد خشبية طويلة ويأكلون ويشربون ويتحدثون لساعات طويلة.
المطعم المتحرك في البرج الأولمبي
يقع هذا المطعم على ارتفاع 182 متر ويحتاج إلى 49 دقيقة ليكمل دورته. في أيام الطقس الصافي يكون من الصعب وجود أماكن أكثر رومانسية لمشاهدة غروب الشمس. كما يقدم هذا المطعم تشكيلة واسعة من المأكولات الشهية.

## الاقتصاد في ميونخ

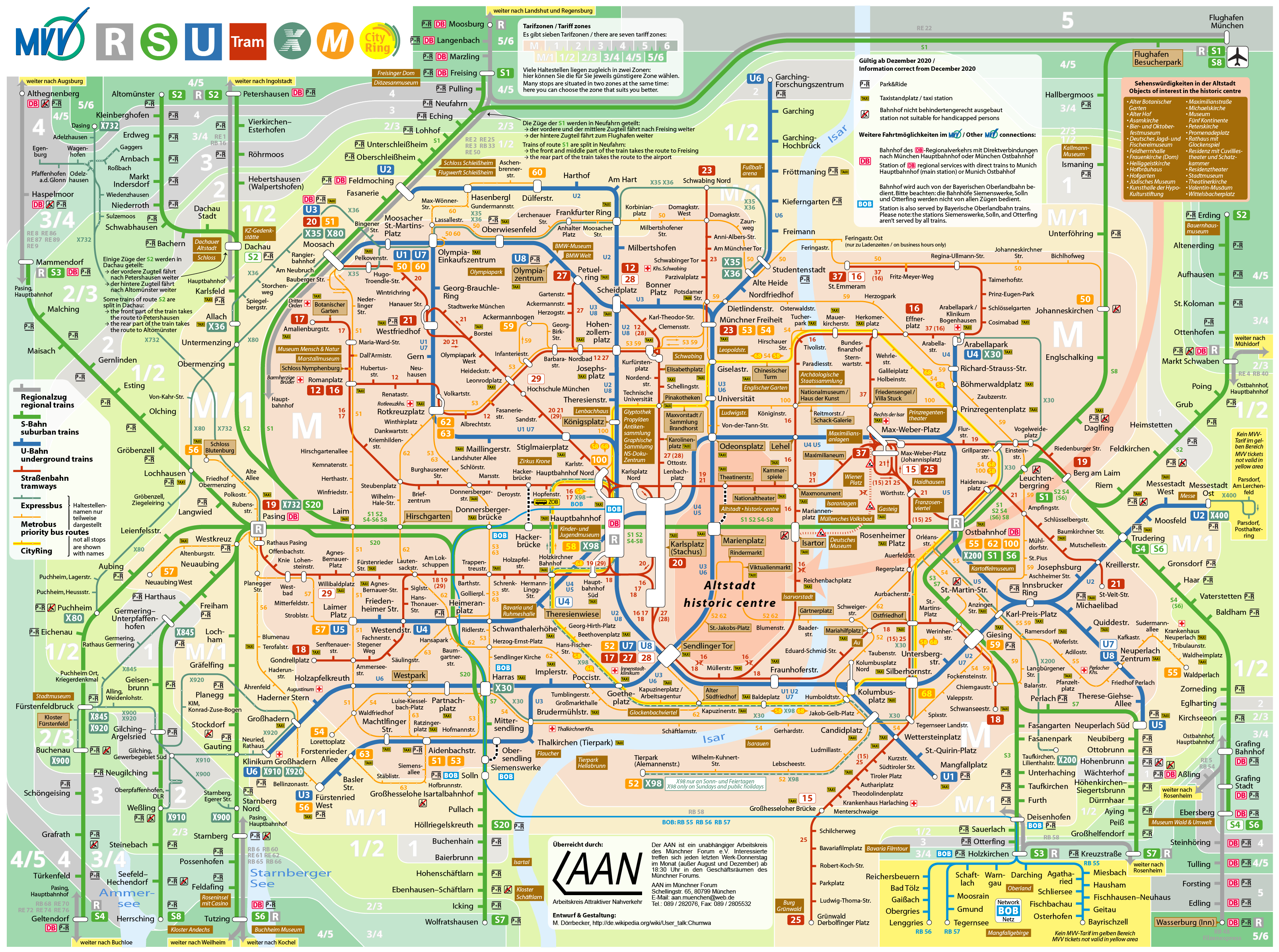
شبكة القطارات الداخلية لميونخ

أهم ما يميز مدينة ميونيخ كمركز اقتصادي هام هو وجود قاعدة اقتصادية شديدة التنوع ومجموعة كبيرة من الصناعات المتنامية باطراد ومزيج من شركات عالمية وطبقة اجتماعية متوسطة فعالة وأيدي عاملة مدربة وبنية تحتية راقية. فمن الناحية الاقتصادية تمثل ميونيخ إحدى المناطق الرائدة في مجال الصناعات الإلكترونية المتقدمة، كما أنها تضم العديد من الشركات العالمية الكبرى من أمثال شركة بي أم دبليو (BMW) وشركة سمينس (Siemens) وغيرها الكثير.
وبالإضافة إلى كل هذا، تتمتع ميونيخ بشهرة مدوية كمدينة البنوك وشركات التأمين، إذ تحتل بلا منافسة موقع الصدارة باحتضانها أكبر عدد من شركات التأمين وتأتي في المرتبة الثانية - بعد مدينة فرانكفورت مباشرة - كأهم مركز مالي للمصارف ومؤسسات الائتمان في ألمانيا كلها، فيوجد بها على سبيل المثال لا الحصر شركة ألينس للتأمين وشركة روك للتأمين ومصرف هيبو فراينس (HypoVerein Bank).
ويعد مطار يوزف شتراوس واحدا من أهم الموانئ الجوية الأوروبية، والذي يقع عند مشارف المدينة ويستقبل 25 مليون مسافر كل عام. وقد حصلت تصميمات مباني المطار التي تم افتتاحها 1992 على العديد من الجوائز لجمالها الهندسي والمعماري. تتخذ لوفتهانزا من المطار كمركز ثاني لها ولصيانة طائراتها بعد فرانكفورت.
وتحظى ميونيخ في الوقت الحالي بأهمية كبرى في مجال سياحة المؤتمرات مع حوالي 400 معرض مختص للمنتوجات الأساسية والمنتجات الاستهلاكية وتوكنولوجيا حديثة؛ ومن المعارض نذكر على سبيل المثال وليس الحصر: باوما (Bauma) وإيفات (IFAT) وإسبو (ISPO). وقد ساعد على ذلك وجود بنية تحتية راقية من مطار حديث وشبكة مواصلات متقدمة تغطي كافة أرجاء المدينة وعدد كبير من المطاعم والفنادق الممتازة، ناهيك عن فرص وأماكن التسلية والترفيه والمعارض والمتاحف.
من الشركات التي تتخذ من ميونيخ مقراً لها:
- بي إم دبليو (BMW): شركة سيارات
- مان (MAN): مصانع سيارات وشاحنات
- إم تي يو (MTU): صناعة محركات الطائرات
- سيمنز (Siemens): كهربائيات وآلات
- مايكروسوفت ألمانيا (Microsoft Deutschland): برمجيات
- ماكدونالدز ألمانيا (McDonald's Deutschland): سلسة مطاعم وجبات سريعة يتبعها 1264 مطعم في ألمانيا وما مجموعه 850 مليون زائر سنويا
- إيدس (EADS): صناعات جوية وفضائية
- بنك هيبو فيرآين (HypoVerein Bank): بنك ألماني رئيسي
- إيون (EON): شركة طاقة
- أوسرام (OSRAM): كهربائيات
- أديداس (adidas): حذاء رياضي

### الإحصاءات الاقتصادية
تمتلك ميونخ الاقتصاد الأقوى من بين جميع المدن الألمانية، وأيضاً لديها أقل معدل للبطالة للمدن التي يتجاوز سكانها المليون نسمة مثل برلين وهامبورغ، حيث تبلغ نسبة البطالة في ميونخ 5.6% من السكان. وتعد المدينة أيضاً مركزاً اقتصادياً لألمانيا الجنوبية. وفي إحصائية تمت في العام 2007 م عن المدن الألمانية التي يزيد عدد سكانها على 500,000 نسمة فيما يتعلق بالقوة الشرائية للسكان، كانت النسبة هي الأعلى في ميونخ، حيث وصلت إلى 26,648 يورو للشخص الواحد.

### الإعلام والنشر
تعد ميونخ أكبر مدينة للنشر في أوروبا. ففيها الفرع الألماني لراندوم هاوس، وهو أكبر دار نشر في العالم، بالإضافة إلى مجموعة بوردا للنشر. كما أنها موطن لصحيفة سودوتش زيتانغ (بالألمانية: Süddeutsche Zeitung)، وهي واحدة ومن أكبر الصحف اليومية الألمانية، وهي موطن أيضاً لأكبر شبكة بث عامة في ألمانيا وهي إي آر دي "ARD" وأيضاً أكبر شبكة تجارية "Pro7-Sat1 Media AG"

### النقل
افتتح مطار فرانز يوسف شتراوس ميونخ الدولي في 1992 على بعد 29 كم من المدينة. استعمله عام 2004 حوالي 27 مليون مسافر، ليكون بذلك ثاني أكبر مطار في ألمانيا وثامن أكبر مطار في أوروبا. تتخذ لوفتهانزا من المطار كمركز ثاني لها ولصيانة طائراتها بعد فرانكفورت. ترتبط ميونيخ من خلال محطات القطار الرئيسية فيها بشبكة القطارات الألمانية. أهم هذه المحطات هي: محطة ميونخ للقطارات الرئيسية، محطة ميونيخ الشرقية، ميونخ-باسينغ ومحطة رانغير-ميونيخ الشمالية. هناك ثلاثة أنواع رئيسية من شبكة القطارات الداخلية في المدينة: اس-بان (S-Bahn) الذي تملكه شركة القطارات الألمانية (Deutsche Bahn)، أو-بان (U-Bahn) والترام (Straßenbahn) اللذان تملكهما شركة مواصلات ميونيخ. هناك ما مجموعه 10 خطوط اس-بان، 8 خطوط أو-بان و 12 خط ترام. يبلغ طول شبكة الأو-بان ما مجموعه 94,6 كم، منها 80,4 كم تحت الأرض. شركة مواصلات ميونخ تنقل 1,5 مليون مسافر يوميا.

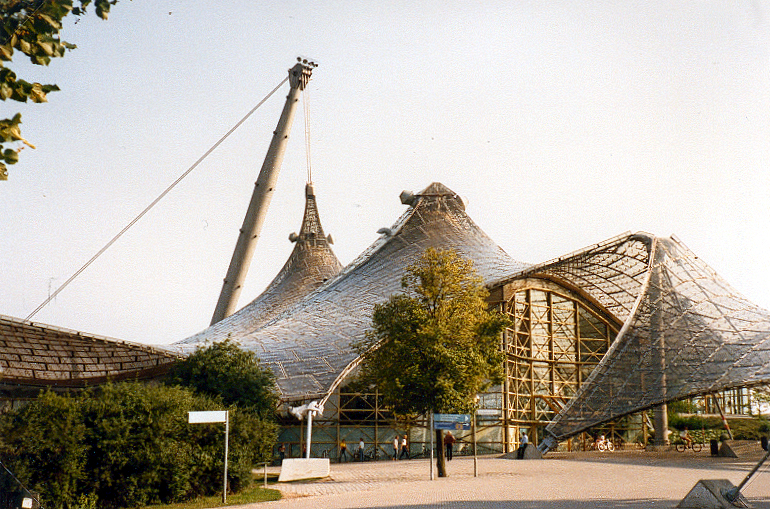
الاستاد الأوليمبي الذي أقيمت عليه الألعاب الأوليميبية عام 1972

### معارض ومؤتمرات تجارية
مع حوالي 400 معرض مختص للمنتوجات الأساسية والمنتجات الاستهلاكية وتوكنولوجيا حديثة، ميونيخ هي واحدة من مدن العالم الرائدة لاستقبال المؤتمرات والمعارض. كل عام، تجذب هذه المعارض أكثر من 30 ألف عارض من أكثر من 100 دولة وأكثر من مليوني زائر من حوالي 180 بلد. هيئة ميونيخ العالمية للمعارض التجارية تقوم برعاية معارض ومؤتمرات في آسيا والشرق الأوسط وجنوب اميركا.

#### باوما (Bauma)
تقوم ميونخ باستقبال البوما في الربيع كل ثلاثة أعوام. وهو المعرض العالمي الرئيسي لمكنات الإعمار ومحركات مواد البناء ومكنات التنجيم والآت البناء المتحركة.على مساحة أكبر من 500 ألف متر مربع، أكثر من 2.500 عارض و 47 بلد يسوقون لأنفسهم لأكثر من 400 ألف زائر؟ المعرض يفتح أبوابه للعامة مع أن 95% من الزوار هم مختصين في الصناعات.

#### إيفات (IFAT)
في شهر أبريل كل ثلاثة أعوام تصبح الخدمات والتنظيف ومعالجة المياه والتصريف للمخلفات والبيئة هي المواضيع المطروحة في أجندة ميونيخ عند بدء ال IFAT (المعرض التجاري العالمي للمياه والتصريف وإعادة التكرير). على مدى أربعة أيام، أكثر من 2.000 عارض من 38 بلد يوفرون المعلومات لأكثر من 100 ألف زائر من العامة والمختصين في مجالات هذه الصناعات.

#### إسبو (ISPO)
المعرض التجاري الدولي للمعدات الرياضية وموضة الرياضة هو المعرض الأساسي لهذه الصناعة. يقام هذا المعرض مرتين في السنة في شباط وفي حزيران مع منتجات ومعارض تناسب كل فصل على حده. في الشتاء على سبيل المثال يجذب أكثر من 53 ألف زائر و 1.600 عارض من 44 بلد.

## الرياضة

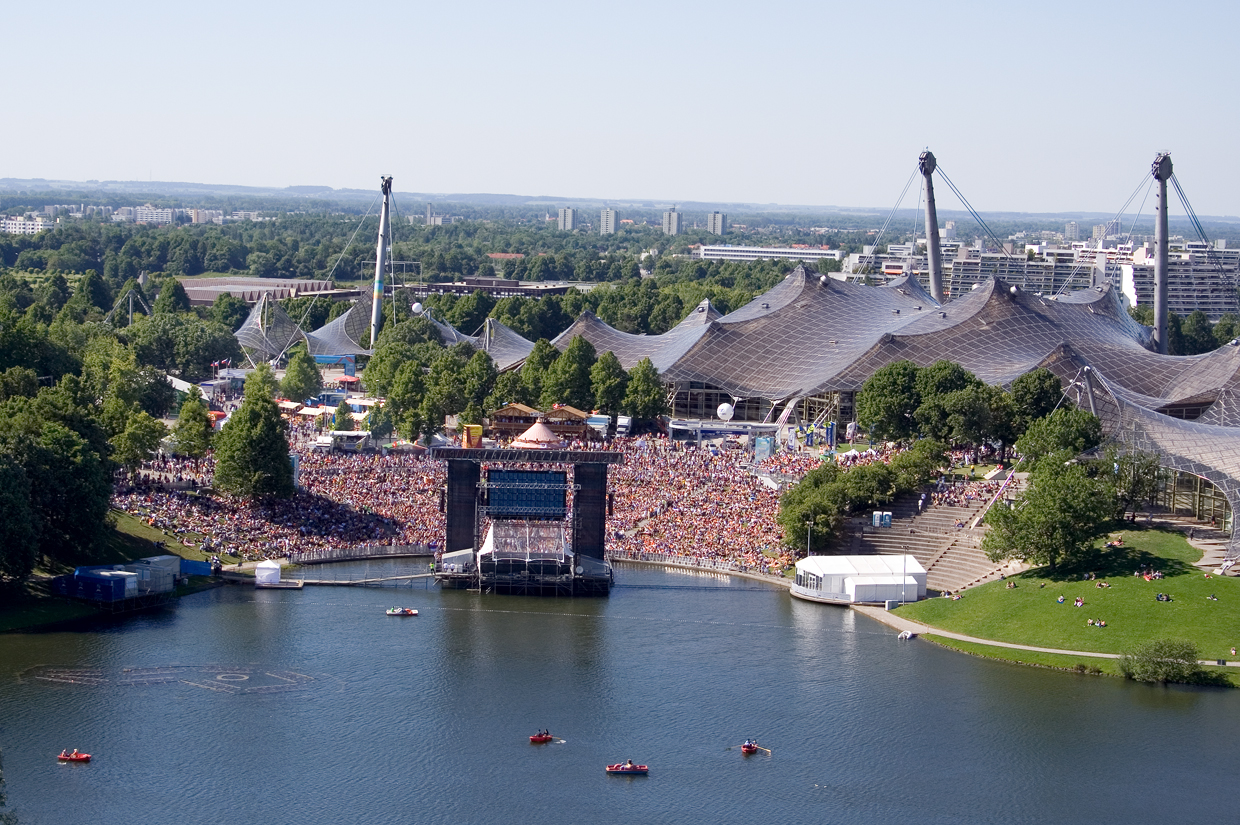
الاستاد الأوليمبي في ميونخ

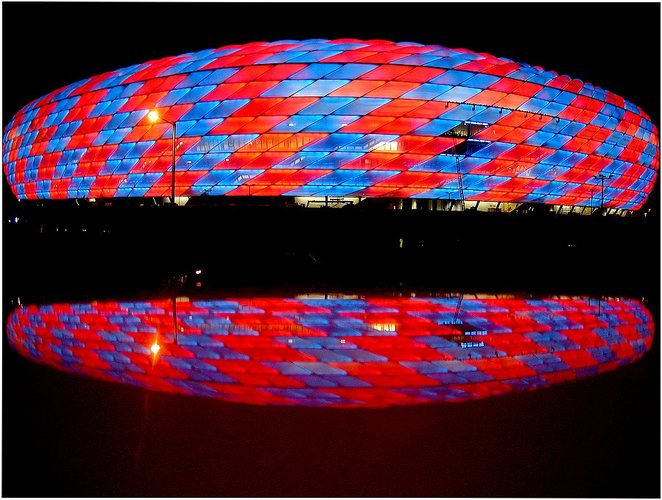
إستاد أليانس أرينا

تعد ميونخ من المدن الرياضية، حيث أقيمت بها عام 1972 الألعاب الأوليمبية. كما تتعدد الرياضات التي تشتهر بها ميونخ بشكل كبير، حيث تقدم المدينة إلى جانب رياضات كرة القدم والجولف والتنس، العديد من الرياضات الأخرى لمحبي الرياضة مثل هوكي الجليد، ورياضة التزحلق على الثلج، والسباحة والجودو والفروسية وغيرها. ففي مجال كرة القدم، يعتبر ناديهم «بايرن ميونيخ» (بالألمانية: FC Bayern München) من أنجح وأشهر فرق كرة القدم في ألمانيا، فقد سجّل الفريق على مدى العقود الماضية انتصارات دولية كثيرة.
أما التنس فتشتهر مدينة ميونيخ باستضافتها مسابقة التنس الدولية «بي إم دبليو المفتوحة». إضافة إلى ذلك، توفر المناطق المحيطة بالمدينة 45 ملعبا للجولف.
وقد تم افتتاح إستاد الألعاب الرياضية الحديث الخاص بنادي بايرن ميونيخ إستاد «أليانس أرينا» بالتعاون مع نادي 1860، والذي يقع في المنطقة الشمالية من المدينة، لأول مرة في مايو 2005. ومنذ ذلك الحين أصبح هذا الإستاد المذهل الذي يتسع لأكثر من 70 ألف متفرج، أحد المعالم الرئيسية التي تجذب السائحين في ميونيخ. ويتكون الغطاء أو الغلاف الخارجي للإستاد من 2874 كيساً هوائيا شفافا، والذي يتلون باللونين الأحمر (لون نادي بايرن ميونيخ) والأزرق (لون نادي 1860) إلى جانب اللون الأبيض المحايد للإضاءة عند استقبال الفرق الأخرى. وهو من العلامات البارزة في ميونيخ، إذ تعتبر واجهة الإستاد أضخم غلاف بلاستيكي في العالم كله.

## النقل

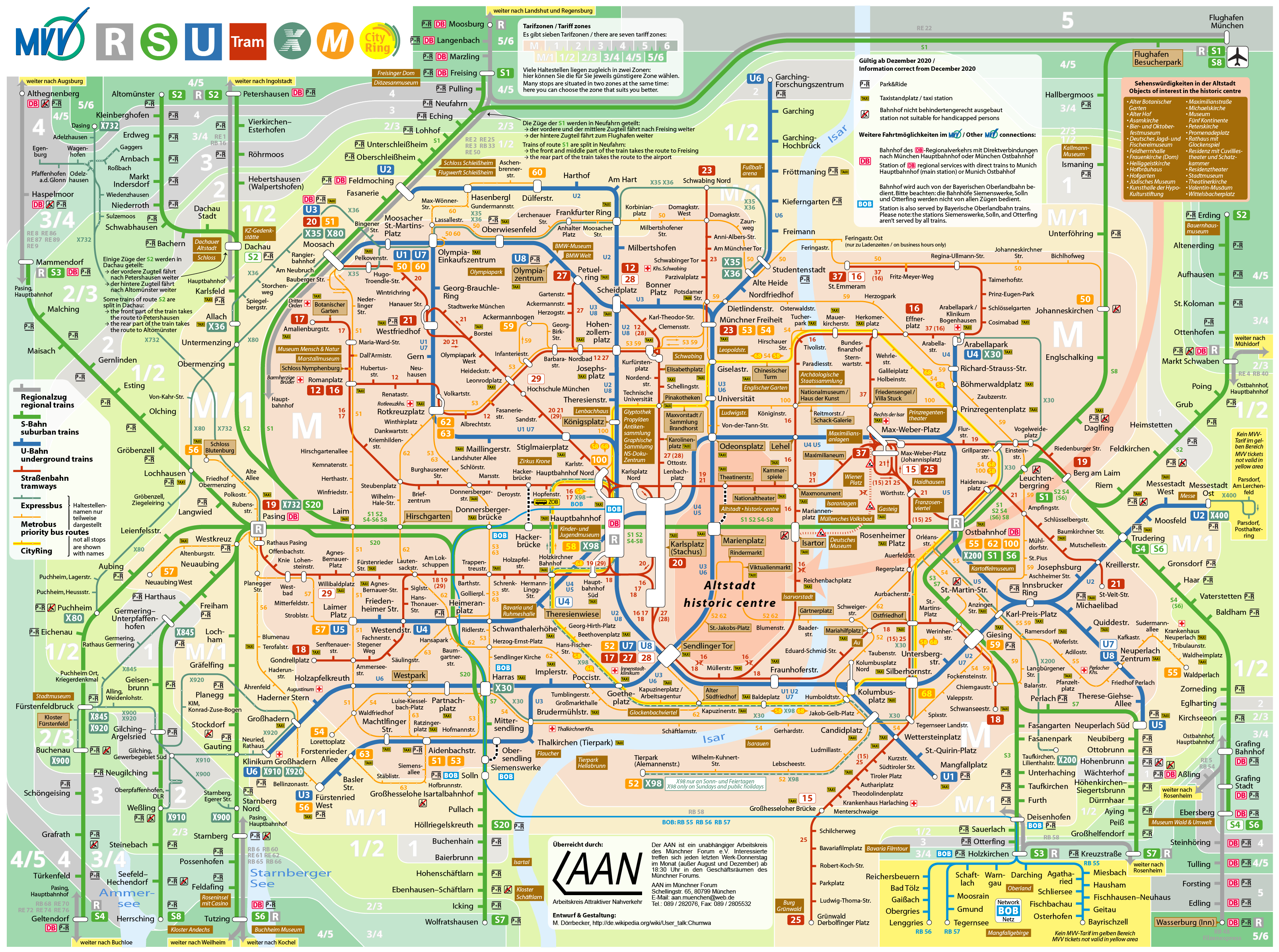
شبكة القطارات الداخلية لميونخ

المطار الرئيسي في ميونخ هو مطار فرانز جوزيف ستراوس الدولي (بالألمانية: Franz Josef Strauss International Airport)، وهو ثاني أكبر مطار في ألمانيا بعد فرانكفورت. وتقدم ميونخ لسكانها وسكان المناطق المحيطة والذين يبلغ عددهم 2.6 مليون نسمة أكثر أنظمة النقل شموليةً ودقةً بالمواعيد، جامعاً بين قطار ميونخ للأنفاق وخط ميونخ للسكك الحديدية (قطارات الضواحي) و«الترام» وشبكة نقل كثيفة للحافلات. يشرف على النظام رابطة ميونخ للنقل والتعرفة (بالألمانية: Münchner Verkehrs- und Tarifverbund). ويجدر الإشارة إلى أن ترام ميونخ هو أقدم وسيلة نقل في المدينة، كونه يعمل منذ العام 1876م.

## التعليم

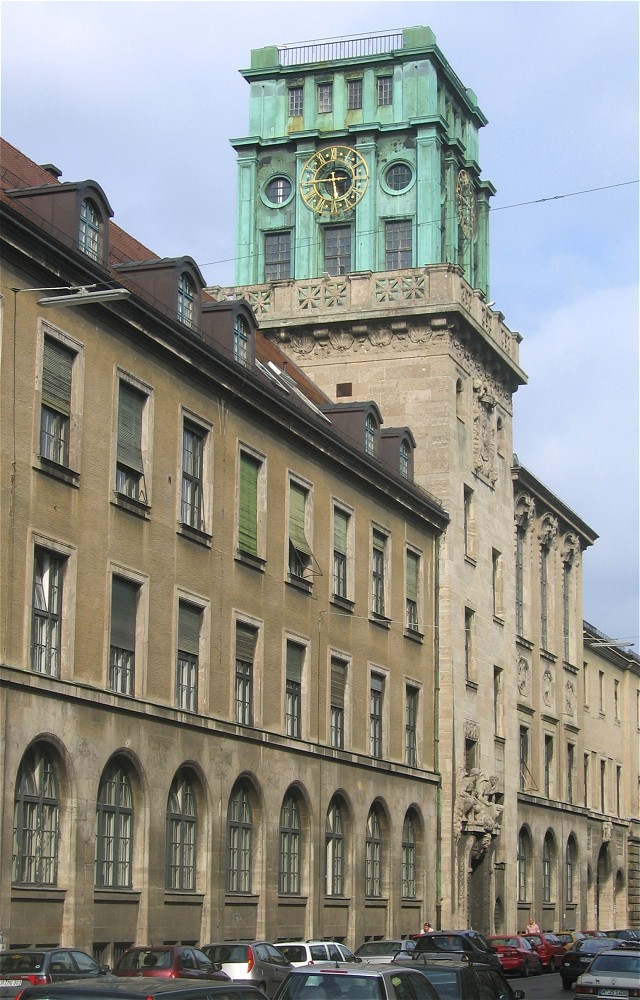
الجامعة التقنية في ميونخ

تحتل ميونخ الريادة في مجال التعليم والبحث بقائمة طويلة من الحائزي على جائزة نوبل، بدءاً من فيلهيلم كونراد رونتغين (بالألمانية: Wilhelm Conrad Röntgen) في العام 1901م وصولاً إلى تيودور هانش (بالألمانية: Theodor Hänsch) في العام 2005م. كما يوجد في ميونخ عدد من الجامعات والمعاهد العالية والكليات في ميونخ، وقد كانت جامعتي لودفيغ ماكسيميليان وجامعة ميونخ التقنية اثنتين من الجامعات الثلاثة الأولى في ألمانيا التي تنال لقب جامعة النخبة من قبل لجنة مختصة من وزارات التعليم والبحوث في الولايات الفدرالية والألمانية.

## الرعاية الصحية
تحتل مدينة ميونيخ مكانة رائدة في مجالات الأبحاث الطبية وتشخيص وعلاج كافة الأمراض. وليس هذا من قبيل المصادفة، إذ أن المزاوجة والتزاوج بين الأبحاث والتقنيات من ناحية والتطبيقات العملية من ناحية أخرى مهدت الطريق أمام ميونيخ لتتبوأ هذه المكانة الرفيعة.
يُعد مركز ميونيخ الدولي للمؤتمرات من أهم مراكز المؤتمرات الألمانية على الإطلاق والعنوان الأول للمؤتمرات الدولية، إذ أن ميونيخ تستضيف العديد من المؤتمرات المتخصصة في مجالات طب التخدير وجراحة العيون والجراحة العامة وطب الأورام والطب النفسي وطب الأمراض الجلدية ومرض الإيدز وأمراض الدم وأمراض المناطق الحارة.

## اقرأ أيضا
- هرتسوغشتاند.
- صوان ديانا.

## وصلات خارجية
- الموقع الرسمي لمدينة ميونخ
- الموقع الرسمي لمدينة ميونخ باللغة العربية
- أهمية السياحة في ألمانيا
- موقع المدن الساحرة الألمانية
- موقع نظرة على المدن